# Житомир

Логотип Житомира

Жито́мир (укр. Жито́мир) — город на северо-западе Украины, административный центр Житомирской области, Житомирского района и Житомирской городской общины, центр Житомирской агломерации. До 17 июля 2020 года был городом областного подчинения. Делится на Богунский и Королёвский районы.

## История
Поселение возникло во второй половине IX века.
По легенде, город основал в 884 году дружинник князей Аскольда и Дира по имени Житомир, вероятнее всего, новгородец, отказавшийся служить князю Олегу. Другие версии названия города — по хорошо растущей ржи (др.-рус — «жито») или по населявшему те места славянскому племени житичей, входивших в племенной союз древлян.
В 945 году в этой местности вспыхнуло восстание древлян, зафиксированное в Ипатьевской летописи.
В 1320 (по другим данным — в 1324) году город захватил литовский князь Гедимин, в 1362 году город был включён в Великое княжество Литовское, в 1399 году — опустошён татарами.
Под именем Житомель упомянут в летописном «Списке русских городов дальних и ближних» (конец XIV века).
В 1444 году король Польши Казимир Ягелончик даровал Житомиру магдебургское право и построил в нём небольшой замок (замок не сохранился, но место получило название Замковой Горы).
В 1467 году город был вновь разграблен и сожжён татарами.
В 1540 году замок был увеличен и укреплён по проекту старосты Семёна Бабиньского.
После Люблинской унии 1569 года город вошёл в состав Польского королевства.

### 1569—1793

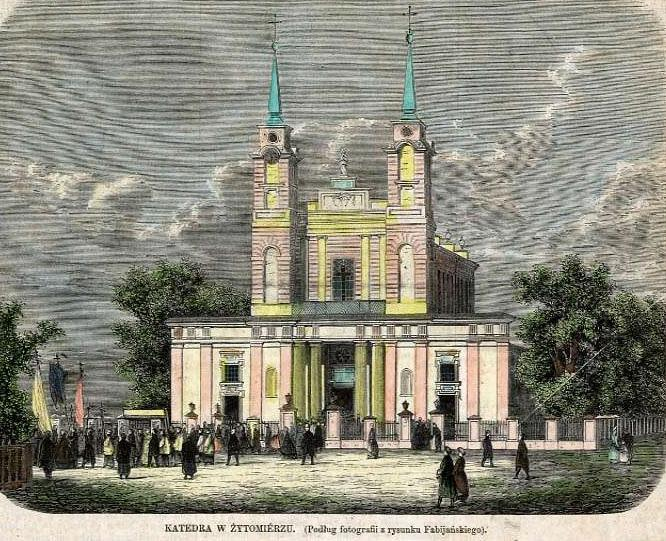
Собор святой Софии, 1870 год

По описи 1572 года в местечке находились небольшой замок, дворец старосты и 142 двора.
В 1594—1596 гг. жители города участвовали в восстании Северина Наливайко.
В 1596 году король Сигизмунд III Ваза утвердил проведение в Житомире двух крупных ежегодных ярмарок, что способствовало оживлению торговли и развитию города. Здесь регулярно происходили собрания местных представителей (сеймики).
В 1606 году город был вновь разграблен татарами.
В 1648 году казаки Богдана Хмельницкого вместе с татарами взяли город, грабили и убивали жителей, в пожаре сгорела часть городской хроники (с 1582 года). Собрание местных представителей осудило и приговорило к смертной казни около трёх тысяч преступников, приговор был выполнен под селом Кодня.
В 1651 году севернее города состоялось сражение, в котором отряды Б. Хмельницкого и И. Богуна разбили польское войско князя Четвертинского.
С 1668 года Житомир становится главным городом Киевского воеводства.
На совместном собрании в Житомире 10 августа 1709 года представителей земель житомирских и киевских принято постановление о послании представителей к царю Петру I с поздравлением в победе над шведами под Полтавой и просьбой удержания казаков от грабежа местных жителей.
В 1724 году иезуиты открыли здесь монастырь и школу.
Во второй половине XVIII века в Житомире складывается крупная еврейская община.
В 1765 году здесь насчитывалось 5 храмов (2 православных и 3 католических), один дворец и 285 домов.
В 1768 году жители города участвовали в Колиивщине.

### 1793—1917

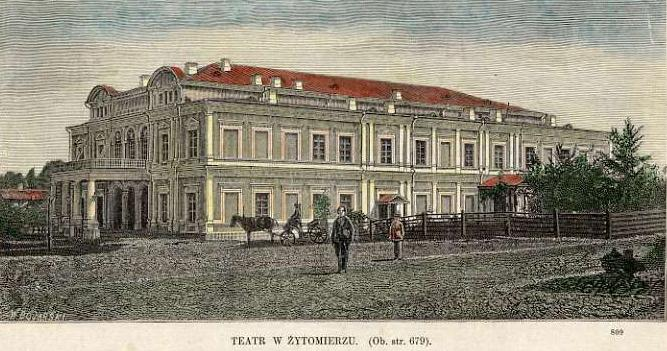
Городской театр, XIX век

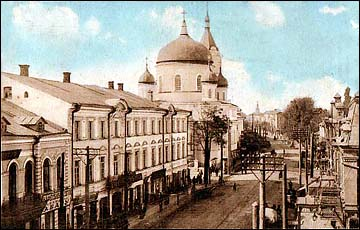
Улица Киевская, XIX век

В результате второго раздела Польши в 1793 году Житомир вошёл в состав Российской империи и в 1795 году стал уездным городом Волынского наместничества.
В 1798 году Житомир стал центром католического диоцеза, а в 1799 — центром православной епархии.
В 1804 году Житомир стал губернским городом Волынской губернии. В дальнейшем, Житомир становится известен как торговый центр (здесь торговали лесом, скотом, хмелем и другими товарами).
В 1808 году учреждён польский театр (главный учредитель — Латоцкий).
После окончания боевых действий Отечественной войны 1812 года, в феврале 1813 года был открыт военный госпиталь.
В 1823—1825 в Житомире действовали члены Общества соединённых славян и Южного общества декабристов.
В 1837 году при русском кладбище на средства княгини Ольги Потёмкиной была построена церковь святого Луки.
8 января 1838 года в городе началось издание газеты «Волынские губернские ведомости».

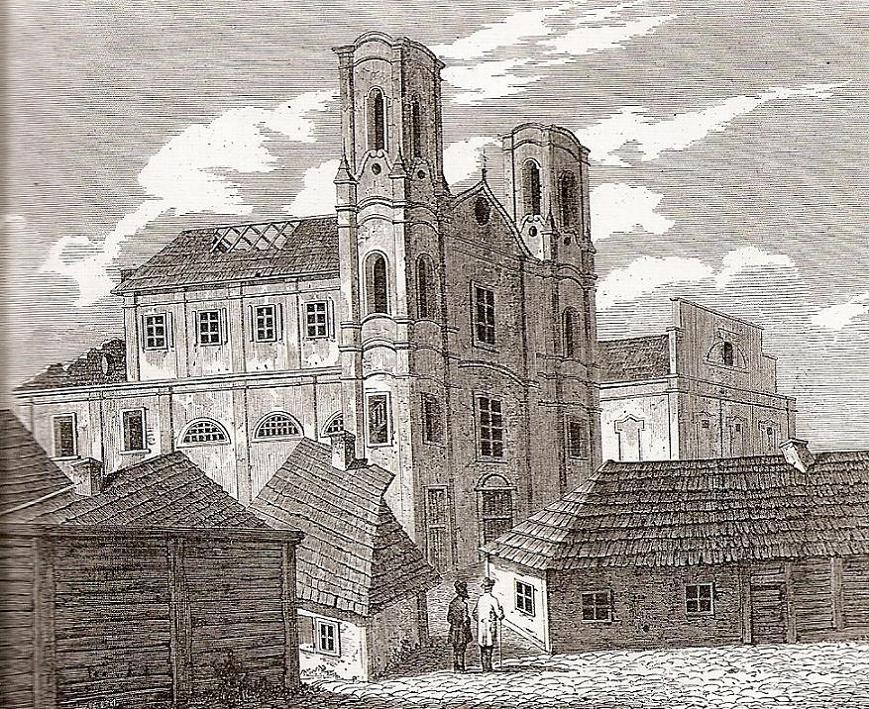
Разрушенный костел иезуитов, 1865 год

В 1896 году через Житомир была проложена узкоколейная железная дорога и в конце XIX века город быстро развивается как торговый и промышленный центр.
По данным переписи 1897 года, Житомир, входя в состав преимущественно украиноязычного Житомирского уезда, являлся городом, где относительно преобладал идиш (в переписи — «еврейский»)): из 65 895 жителей города его родным языком назвали 30 572 человека (46,39 % населения), русский («великорусский») — 16 944 (25,71 %), украинский («малорусский») — 9 152 (13,89 %), польский — 7 464 (11,33 %), немецкий — 677 (1,03 %), другие языки — 1 086 (1,65 %).
В 1899 году в Житомире началось движение трамвая.
В 1903 году в Житомире возникли две группы искровского направления (железнодорожники и печатники).
Во время революции 1905 года Житомир стал одним из центров революционного движения, здесь проходили стачки и демонстрации (в январе 1905 года состоялась всеобщая стачка и митинги, с 1 февраля до 9 апреля 1905 продолжался локаут печатников, 18 мая 1905 началась всеобщая первомайская стачка, 14 — 15 октября 1905 Житомир участвовал во Всероссийской политической стачке, 12 декабря 1905 — в декабрьской политической забастовке), были созданы рабочие дружины. 23 апреля 1905 года имел место еврейский погром.
В 1913 году население города составляло 90,7 тыс. человек.
После Февральской революции 28 марта 1917 года в городе началось издание ежедневной газеты «Трудовая Волынь».
В июле 1917 года на базе городского профсоюза металлистов была создана житомирская организация РСДРП(б), с 27 июня 1917 года начавшая издание газеты «Рабочий голос».

### 1918—1941
После Октябрьской революции фракция РСДРП(б) в Житомирском совете рабочих и солдатских депутатов получила поддержку большинства депутатов, и 8-9 (21-22) января 1918 года в Житомире была установлена Советская власть, но 24 февраля 1918 года город был оккупирован германскими войсками в соответствии с Брестским миром между УНР и Центральными державами.
В дальнейшем, в 1918 году в Житомире несколько недель работали органы государственной власти Украинской Народной Республики, а с 29 апреля — 14 декабря 1918 года — органы государственной власти Украинской державы. В городе находилось управление 1-го Волынского корпуса Украинской державы. Тем не менее, в городе продолжала действовать коммунистическая подпольная организация, подготовившая вооружённое восстание против Директории, которое продолжалось с 4 до 7 января 1919 года, но было подавлено.
|                                    |                               |                          |                               |                          |
| Католический костел святого Иоанна | Пешеходная Михайловская улица | Здание Городского Совета | Элемент городской архитектуры | Бывший особняк Филиппова |

12 апреля 1919 года в ходе Бердичевско-Коростенской наступательной операции город заняли части РККА, оставившие Житомир в августе 1919 года.
18 сентября 1919 года 44-я стрелковая дивизия и части Южной группы 12-й армии РККА совместной атакой заняли Житомир, в дальнейшем части 12-й армии РККА заняли оборону в районе Житомира.
В ходе советско-польской войны 26 апреля 1920 года город захватили польские войска, но в условиях оккупации в тылу польских войск в Житомире продолжали действовать советские подпольщики и партизаны. 7 июня 1920 года Житомир заняла 4-я кавалерийская дивизия 1-й Конной армии РККА. В дальнейшем, в 1920 году Житомир стал местом дислокации 30-й пограничной бригады, задачей которой стала охрана границы с Польшей.
В 1922—1939 годах в городе находилась 44-я Киевская сд 8-го стрелкового корпуса.
В 1925 году Житомир стал административным центром Житомирского округа Киевской области.
С октября 1925 года по 16 сентября 1939 года в городе находилось управление 8-го стрелкового корпуса.
По данным переписи 1926 года, евреи составляли 39,2 % населения города, украинцы — 37,2 %, русские — 13,7 %, поляки — 7,4 %.

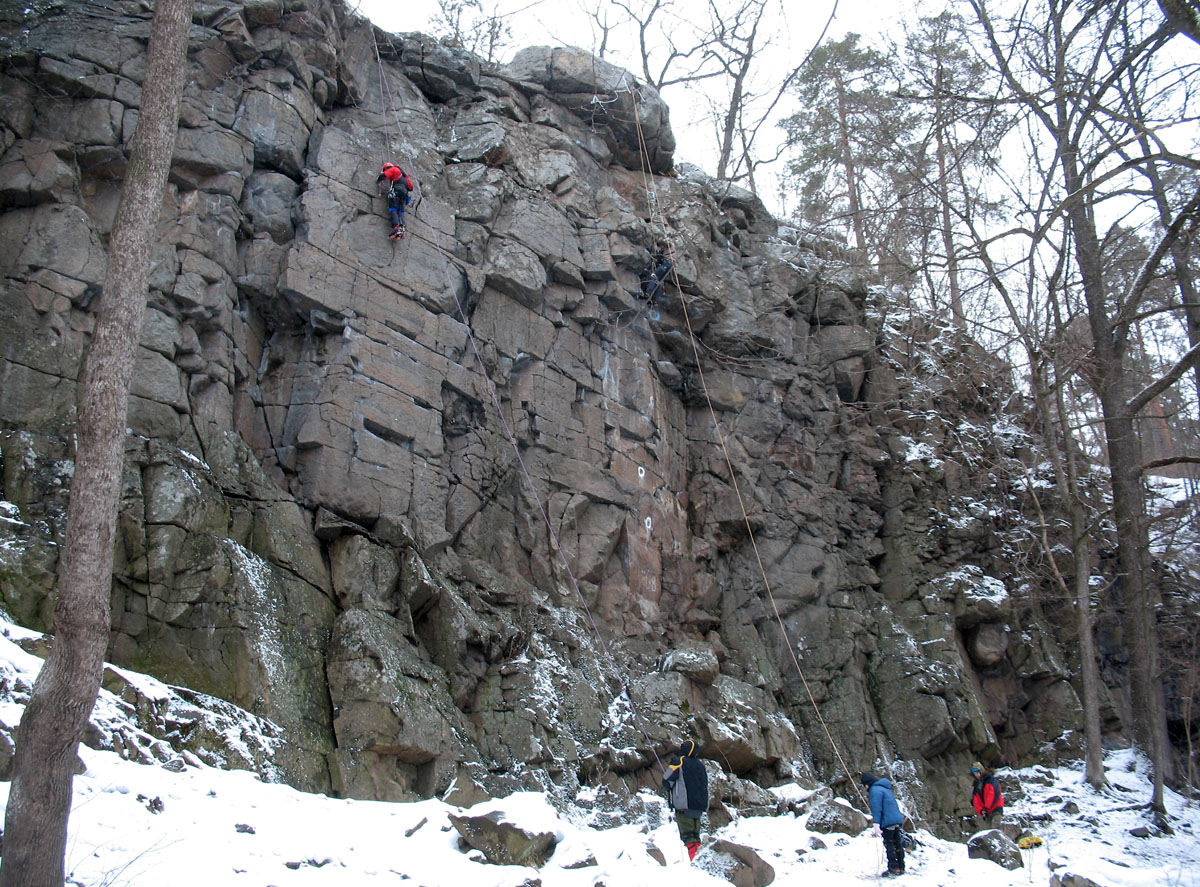
Скалы Житомира

В ходе индустриализации 1930-х годов начинается развитие промышленности, в начале 1930-х годов город был центром деревообрабатывающей, мебельной, обувной и вино-водочной промышленности, здесь действовали 23 цензовых промышленных заведения, на которых работали 980 рабочих, а также имелось 4059 кустарей и ремесленников. Также в городе работали электростанция, водопровод, два института, 9 техникумов, 2 профшколы, 3 ФЗУ, 17 курсов, 27 школ, театр, центральная библиотека и 11 клубов.
С 1935 года по 16 сентября 1939 года в городе находилось управление 2-го кавалерийского корпуса Киевского военного округа. В сентябре — октябре 1939 года корпус участвовал в Польском походе РККА в восточные районы Польши — Западную Украину в составе Волочиской армейской группы.
В сентябре 1937 года Житомир стал центром Житомирской области.
С 26 июля 1938 года по 16 сентября 1939 года в городе находилось управление Житомирской армейской группы Киевского Особого военного округа. 16 сентября 1939 года управление Житомирской армейской группы было переименовано в управление Шепетовской армейской группы, которое убыло из города и вошло в состав Украинского фронта.
В 1939 году население города составляло 95 тыс. человек, промышленность до войны была слаборазвита, действовали только несколько небольших предприятий (кожевенный завод, гвоздильный завод, чугунолитейный завод, фабрика гнутой мебели, табачная фабрика и фабрика по производству сапожных колодок).

### Великая Отечественная война
После начала Великой Отечественной войны, 4 июля 1941 года в городе находилось управление Юго-Западного фронта.
9 июля 1941 года Житомир был оккупирован наступавшими немецкими войсками. В период оккупации в городе действовал подпольный обком КП(б)У, в июле 1942 года были созданы два подпольных горкома (секретари Г. М. Буржимский и А. Д. Бородий), в апреле 1943 года объединившиеся с обкомом в единую подпольную организацию.
12 ноября 1943 года в ходе Киевской операции город был освобождён советскими войсками 1-го Украинского фронта.
Приказом Ставки Верховного Главнокомандующего от 13 ноября 1943 года соединения и части, отличившиеся в боях за освобождение города Житомир, получили наименование «Житомирских».
Войскам, участвовавшим в освобождении Житомира была объявлена благодарность, и в Москве дан салют 20-ю артиллерийскими залпами из 224 орудий.
Немецкие войска перешли в контрнаступление и 20 ноября 1943 вновь захватили город.
31 декабря 1943 года в ходе Житомирско-Бердической операции Житомир вновь освободили войска 1-го Украинского фронта под командованием генерала И. Д. Черняховского.
В Москве был дан салют 20-ю артиллерийскими залпами.
Приказом Сталина от 1 января 1944 года получили наименование «Житомирских»:
- 9-й механизированный корпус (генерал-майор т/в Малыгин, Константин Алексеевич)
- 3-я артиллерийская дивизия
- 129-я гвардейская стрелковая Краснознамённая дивизия
- 99-я стрелковая дивизия
- 322-я стрелковая дивизия
- 336-я стрелковая дивизия
- 350-я стрелковая дивизия
- 304-я стрелковая дивизия
- 21-я гвардейская танковая бригада[38]
- 14-я гвардейская танковая бригада
- 93-я отдельная танковая бригада
- 47-й гвардейский отдельный танковый полк (подполковник Лаптев, Александр Иванович)
- 1831-й самоходный артиллерийский полк
- 1642-й истребительный противотанковый артиллерийский полк (майор Карташов, Павел Александрович)
- 1644 истребительный противотанковый артиллерийский полк (майор Натоптанный, Анатолий Михайлович)
- 839-й гаубичный артиллерийский полк (2-го формирования) (подполковник Богатырёв, Иван Иванович)
- 525-й миномётный полк (подполковник Пославский, Пётр Кузьмич)[39].

### 1945—1991
В ходе боевых действий Великой Отечественной войны и немецкой оккупации город был серьёзно разрушен, но в послевоенное время — отстроен.
В 1955—1956 гг. началась газификация города.
В 1962 году была введена в эксплуатацию бумажная фабрика и начал работу городской троллейбус.
По состоянию на начало 1980 года здесь действовали завод станков-автоматов, завод «Электроизмеритель», завод автозапчастей, завод «Промавтоматика», механический завод, завод бытовых приборов, ремонтный завод, завод химического волокна, льнокомбинат, чулочная фабрика «Комсомолка», меховая фабрика, фабрика нетканых материалов, швейное объединение, обувное объединение, кондитерская фабрика, мясокомбинат, молочный завод, объединения консервной, хлебопекарной и пиво-безалкогольной промышленности, мебельный комбинат, зеркальная фабрика, фабрика музыкальных инструментов, фабрика игрушек и сувенирных изделий, домостроительный комбинат, завод строительных металлоконструкций, объединение «Житомиржелезобетон», «Житомирстройматериалы», и др. предприятия, а также 40 общеобразовательных школ, 5 музыкальных школ, одна художественная школа, 10 специальных школ, 10 средне-специальных учебных заведений, 13 ПТУ, два вуза, 17 библиотек, 9 кинотеатров, 23 клуба, музыкально-драматический театр, театр кукол, краеведческий музей и два его филиала (мемориальный дом-музей С. П. Королёва и литературно-мемориальный дом-музей В. Г. Короленко), Дворец пионеров, областные станции юных техников и юннатов, экскурсионно-туристическая станция, 2 детские спортшколы, а также выходили две областные газеты.
В 1984 году Житомир был награждён орденом Трудового Красного Знамени.
В январе 1989 года численность населения составляла 292 097 человек, в 1991 году — 298 тыс. человек.

### После 1991
После провозглашения независимости Украины город получил статус одного из 24 областных центров. До середины 1990-х в городе действовал Соколовский гранитный карьер, в дальнейшем он был закрыт и затоплен.
В 1997 году было сокращено количество учебных заведений (ПТУ № 14 и № 17 объединили в ПТУ № 17, ПТУ № 18 и № 44 объединили в ПТУ № 18, а Житомирский строительный техникум был превращён в филиал государственной агроэкологической академии).
С 1999 года здесь действует Житомирский Свято-Анастасиевский ставропигиальный женский монастырь, францисканский монастырь при храме св. Иоанна с Дукли.
|                        |               |             |                      |                       |
| Здание Областного суда | Городская ОГА | Ворота ВДНХ | Областная филармония | Центральный универмаг |

## Население
| 1897     | 1913     | 1926     | 1939     | 1945     | 1959     | 1979     | 1988     | 1989     | 1994     | 2001     | 2013     |
| -------- | -------- | -------- | -------- | -------- | -------- | -------- | -------- | -------- | -------- | -------- | -------- |
| 65 895   | ↗90 700  | ↘69 465  | ↗95 067  | ↘53 000  | ↗105 583 | ↗243 764 | ↗292 000 | ↗292 097 | ↗303 000 | ↘284 236 | ↘271 303 |
| 2014     | 2015     | 2016     | 2017     | 2018     | 2019     | 2021     | 2022     |          |          |          |          |
| ↘270 922 | ↘269 942 | ↘267 610 | ↘267 038 | ↘266 936 | ↘264 452 | ↘263 507 | ↘261 624 |          |          |          |          |

По данным переписи 1926 года, евреи составляли 39,2 % населения города, украинцы — 37,2 %, русские — 13,7 %, поляки — 7,4 %.
По данным переписи 2001 года, украинцы составляли 82,92 % населения Житомира, русские — 10,30 %, поляки — 4,91 %.

### Языковой состав
По данным переписи 1897 года, Житомир, входя в состав преимущественно украиноязычного Житомирского уезда, являлся городом, где относительно преобладал идиш:
| Язык               | Численность, чел. | Доля     |
| ------------------ | ----------------- | -------- |
| Идиш («еврейский») | 30 572            | 46,39 %  |
| Русский            | 16 944            | 25,71 %  |
| Украинский         | 9 152             | 13,89 %  |
| Польский           | 7 464             | 11,33 %  |
| Немецкий           | 677               | 1,03 %   |
| Другие             | 1 086             | 1,65 %   |
| Итого              | 65 895            | 100,00 % |

Родной язык населения по данным переписи 2001 года:
| Язык       | Численность, чел. | Доля     |
| ---------- | ----------------- | -------- |
| Украинский | 235 245           | 83,18 %  |
| Русский    | 46 015            | 16,27 %  |
| Другое     | 1 563             | 0,55 %   |
| Итого      | 282 823           | 100,00 % |

Украинский язык является основным и единственным официальным языком города.
С 2022/23 учебного года в школах Житомира прекращено изучение русского языка.
Вторжение России на Украину спровоцировало новую волну украинизации в городе, всё больше людей предпочитают говорить на украинском языке. Согласно опросу, проведённому Международным республиканским институтом в апреле-мае 2023 года, на украинском дома разговаривали 82 % населения города, на русском — 14 %.
Согласно опросу, проведённому Международным республиканским институтом в апреле-мае 2024 года, на украинском дома разговаривали 89 % населения города, на русском — 22 % (в отличие от опроса 2023 года был разрешён выбор нескольких вариантов).
По данным Государственной службы статистики Украины в 2023/24 учебном году все 133 037 учащихся в учреждениях общего среднего образования в Житомирской области обучались в украиноязычных классах.

## Физико-географическая характеристика
Город расположен среди уникальных природных ландшафтов: со всех сторон город окружают древние леса, через него протекают реки Тетерев, Каменка, Лесная, Крошенка, Путятинка. В городе несколько скверов. В пригороде, на берегах Тетеревского водохранилища, расположен гидропарк. В примыкающей лесопарковой зоне размещены санатории.
|                      |                                    |                  |                                |                      |
| Спуск к реке Тетерев | Водный каскад в Шодуаровском парке | Ботанический сад | Ротонда на берегу реки Тетерев | Вид на парк Гагарина |

## Экономика
Житомир — важный экономический и научно-технический центр региона. На предприятиях города выпускают стекло, металлоконструкции, электронные приборы, светодиодные экраны, кондитерские изделия, ткани, мебель, обувь, автодетали и т. п. Развита также обработка природного камня (габбро, лабрадорит, различные виды гранита).

### Промышленность

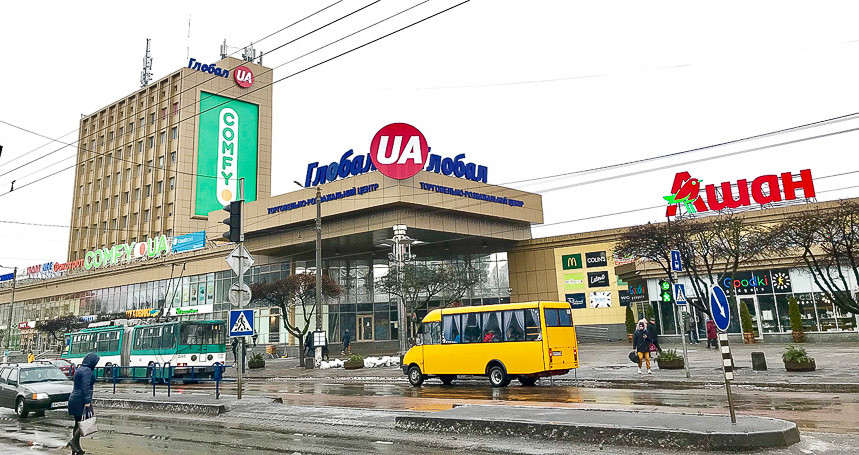
ТЦ «Глобал»

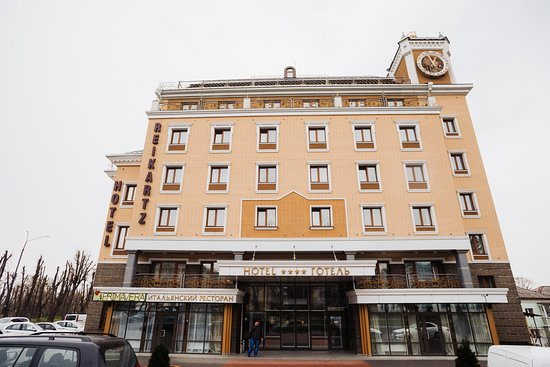
Отель «Reikartz»

- Машиностроение, ремонт, монтаж машин и оборудования: «Промавтоматика», ТОО «РЕК», ОАО «Вибросепаратор», «Верстатреммаш», «Торнадо», Житомирское государственное экспериментальное протезно-ортопедичное предприятие, завод по производству светодиодных экранов «Екта Пром» украинской компании ЕКТА, «Интерагробуд», «Метра Украина», ТОО «Бутон», ПП «Буд-Маш», ЗАО «Завод нестандартного оборудования» и др.
- Добывающая промышленность: «Захидукрвибухпром», «Евровибухпром»
- Производство стройматериалов: Житомирский завод кровельных и изоляционных материалов, Житомирский завод стеклоизделий, Житомирский комбинат силикатных изделий, производство стеновых и кровельных сэндвич панелей ТОО «ГАЯН», «Агробудиндустрия», завод минераловатных изделий «Житомироблагробуд», ЗАО «Камнеобработка».
- Целлюлозно-бумажная, полиграфическая промышленность: издательская фирма «Скерцо», книжно-газетное издательство «Полесье», Житомирская областная типография, Картонный комбинат;
- Лёгкая промышленность: ТОО «Риф-1», ТОО «Ферпласт-Украина», ТОО «ТУСМО», ЗАО «Тетерев», ВАТ «Искра», чулочная фабрика (с 1935 года, в 1967 году получила название «Комсомолка», производила известные во всей стране носки под брендом «Легка хода», и другие;
- Пищевая промышленность: Кондитерская фабрика «Житомирські Ласощі», Житомирский маслозавод, Житомирский ликёро-водочный завод, Житомирский пивоваренный завод, «Золотой каравай», Житомирский комбинат хлебопродуктов, «Укрхмель», Житомирский Мясокомбинат "М'ясна Гільдія", Житомирская птицефабрика, «Рыбные промысловые технологии»
- производство лекарственных препаратов: Житомирская фармацевтическая фабрика.

прочее:
- ООО ПК «Марк», «Визаж», «Виндзор» (производство пластиковых окон и металлопластиковых конструкций)
- в 2016 году в Житомире открыт завод «Кромберг энд Шуберт Украина» по производству комплектующих для автомашин Mercedes, Volkswagen, BMW, Audi[57].

### Транспорт

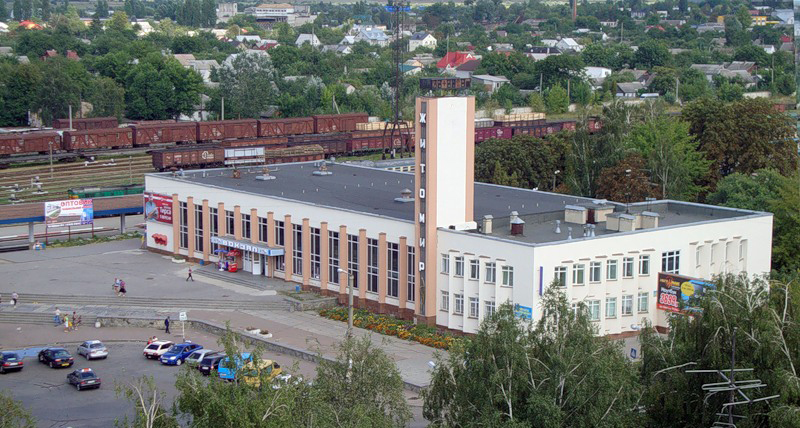
Железнодорожный вокзал

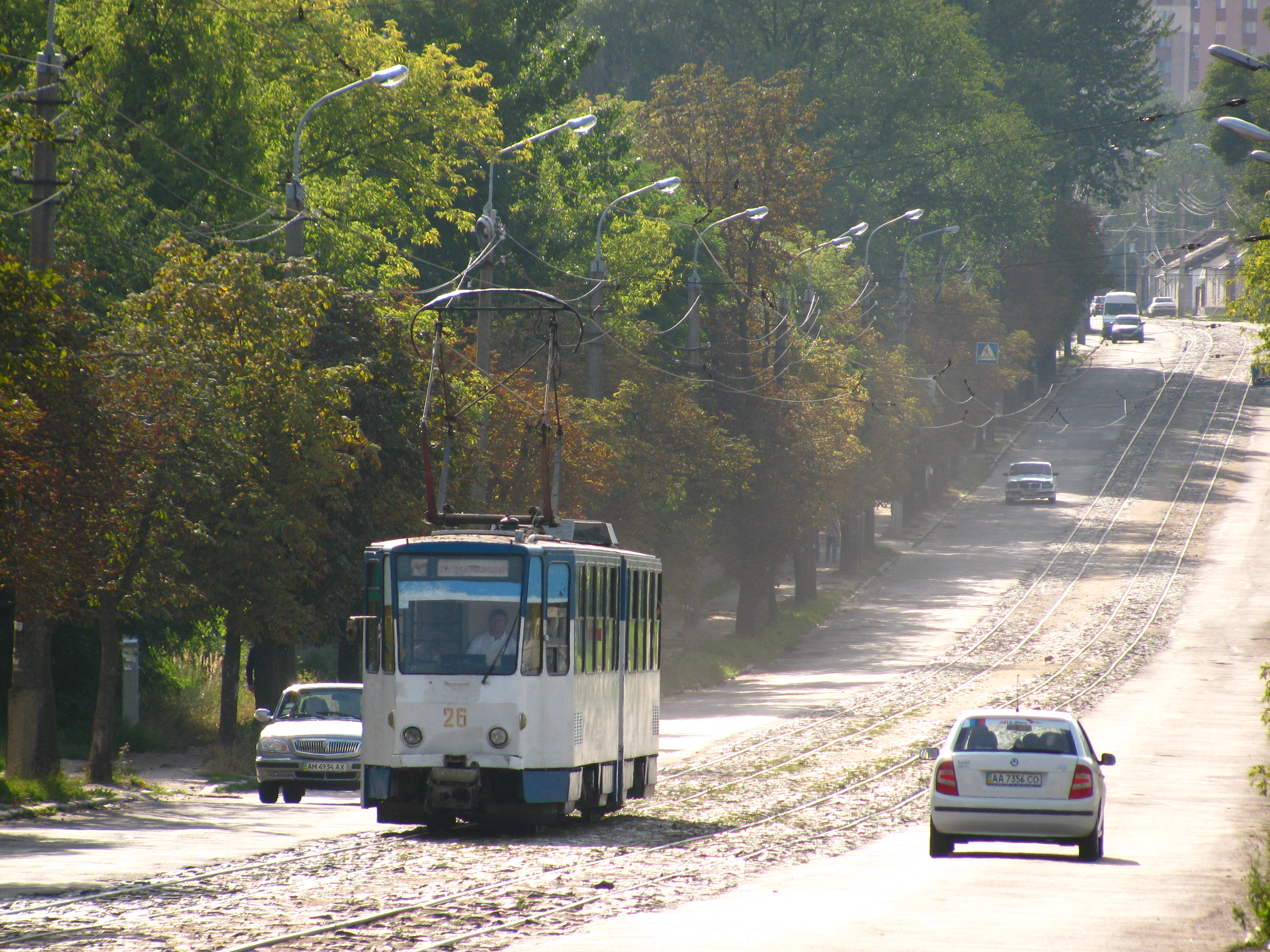
Житомирский трамвай

Житомир — крупный транспортный узел Украины. Город издревле стоял на важном пути из Киева на запад — Брест-Литовском. Теперь это дорога международного значения М-06 E 40 Киев — Чоп. Также из города начинаются дороги
- М-21 E 583 Житомир — Могилёв-Подольский (через Винницу),
- Н-03 Житомир — Черновцы (через Хмельницкий),
- Р-18 Житомир — Ставище (через Сквиру),
- Р-28 Житомир — пункт пропуска через украинско-белорусскую границу «Выступовичи» (через Коростень, на Мозырь и Минск).

Железные дороги соединяют Житомир с Казатином (через Бердичев), Коростенем, Коростышевом, Звягелем и Фастовом. От Житомира до этих городов следуют пригородные дизель-поезда (до Коростышева только с апреля по октябрь) и электропоезда (до Фастова).
В 2011 проведена электрификация участка Фастов — Житомир.
Житомир находится примерно в 131 км (физически, по автодороге — 140 км, по ж/д — 165 км) от Киева.
Через железнодорожную станцию Житомир следуют пассажирские поезда:
- Кишинёв — Санкт-Петербург (круглый год ежедневно). С данным поездом также раз в два дня следовали прицепные вагоны Кишинёв — Минск. Отменён в 2020 году в связи с пандемией коронавируса.
- Житомир — Одесса (летом раз в два дня).
- Львов — Бахмут (круглый год ежедневно; в настоящее время отменён в связи с активными боевыми действиями на Донбассе).

Также есть дизель-поезда повышенной комфортности Житомир—Коростень—Житомир, Винница—Коростень—Винница и Коростень—Казатин.
В городе действовал международный аэропорт «Житомир». Планировался запуск в 2022 году «Интерсити» через Житомир.

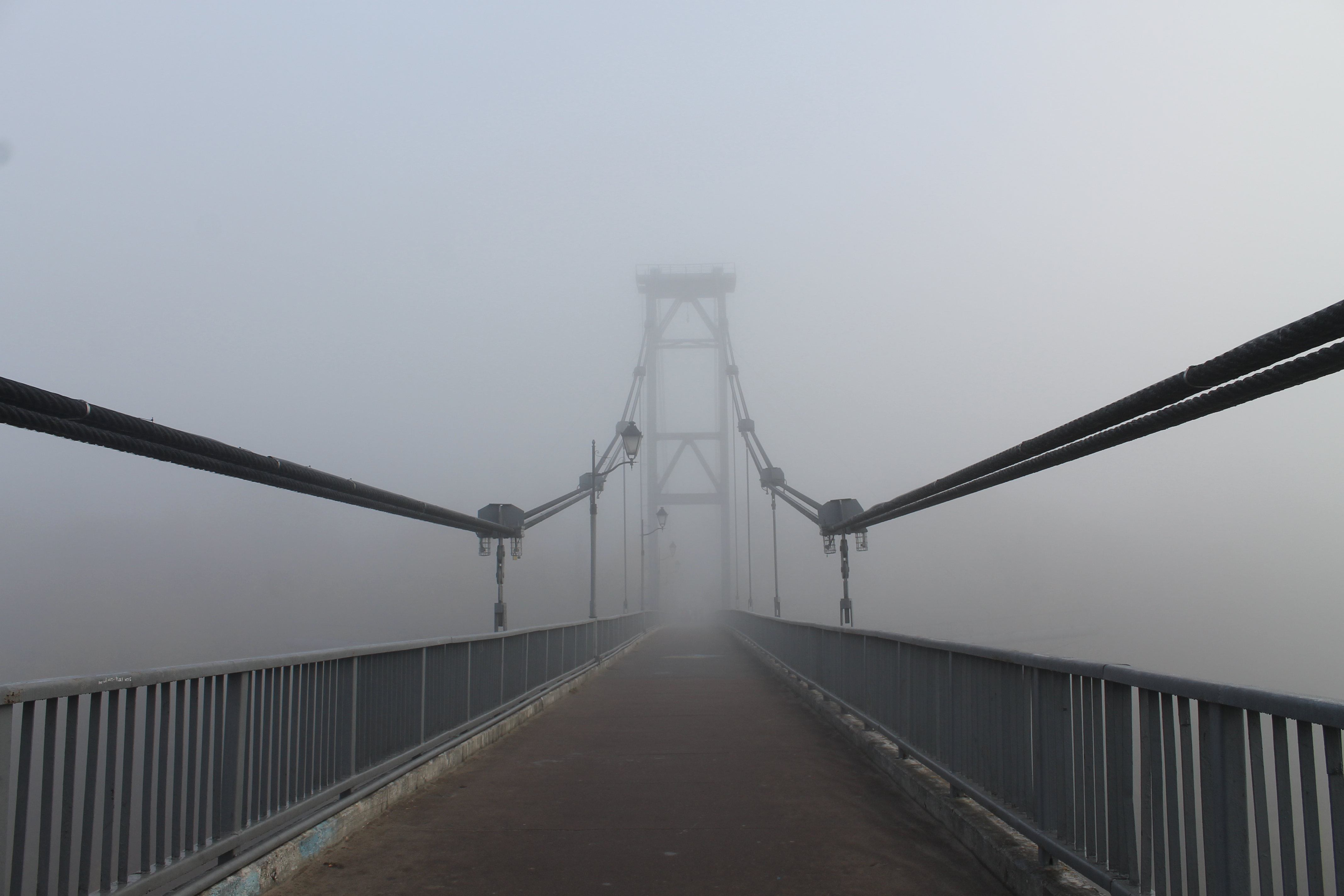
Пешеходный мост через реку Тетерев

Есть три автостанции, пятнадцать мостов и транспортных развязок сооружено на реках города и автомагистралях; 30-километровая окружная дорога вокруг «Большого Житомира».
Подвесной мост через Тетерев в Шодуаровском парке удерживается вантами, перекинутыми через два 70-метровых пилона над Тетеревом на высоте 38 метров. С моста открывается чудесный вид на склоны речек, старинные районы города Малеванку, Корбутовку, а также 37-метровый Монумент Славы (в настоящее время мост активно используется для роупджампинга).
Старинная часть Житомира расположена на трёх скалистых холмах над рекой Каменкой: на горах Охримовой, Замковой и Петровской. Старый город окружают новые микрорайоны, названия которых позаимствованы от бывших пригородных сёл или отражают давние «профессии» этих мест: Богуния, Выдумка, Хмельники (Маликова), Крошня, Левковка, Марьяновка, Смоковка, Затишье, Полесье, Корбутовка, Малёванка, Закаменка, Рогатки, Рудня, Смолянка, Восточный (Полевая), Станишовский Поруб, Хинчанка.

## Высшие учебные заведения III и IV уровней аккредитации

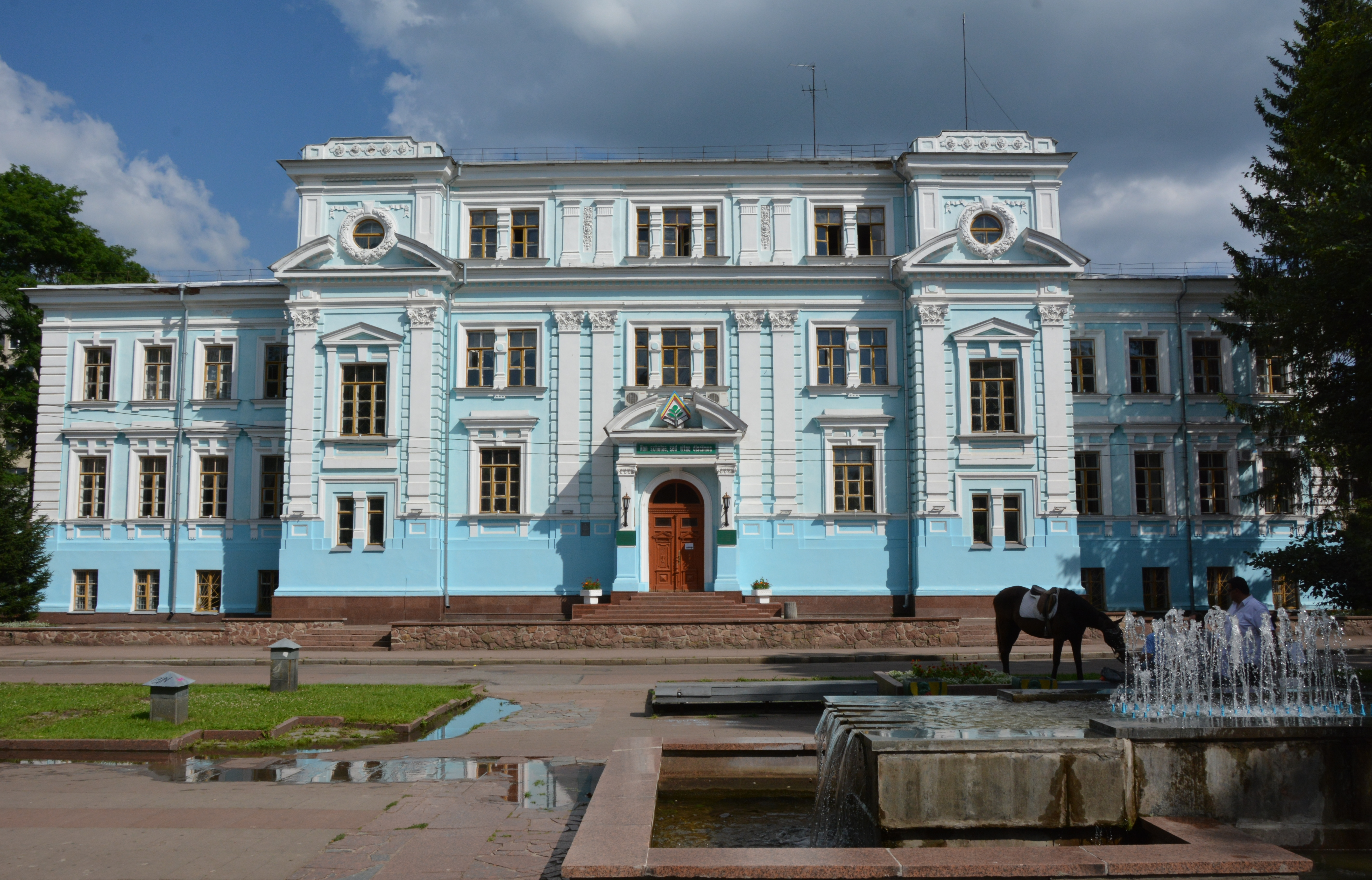
Полесский национальный университет

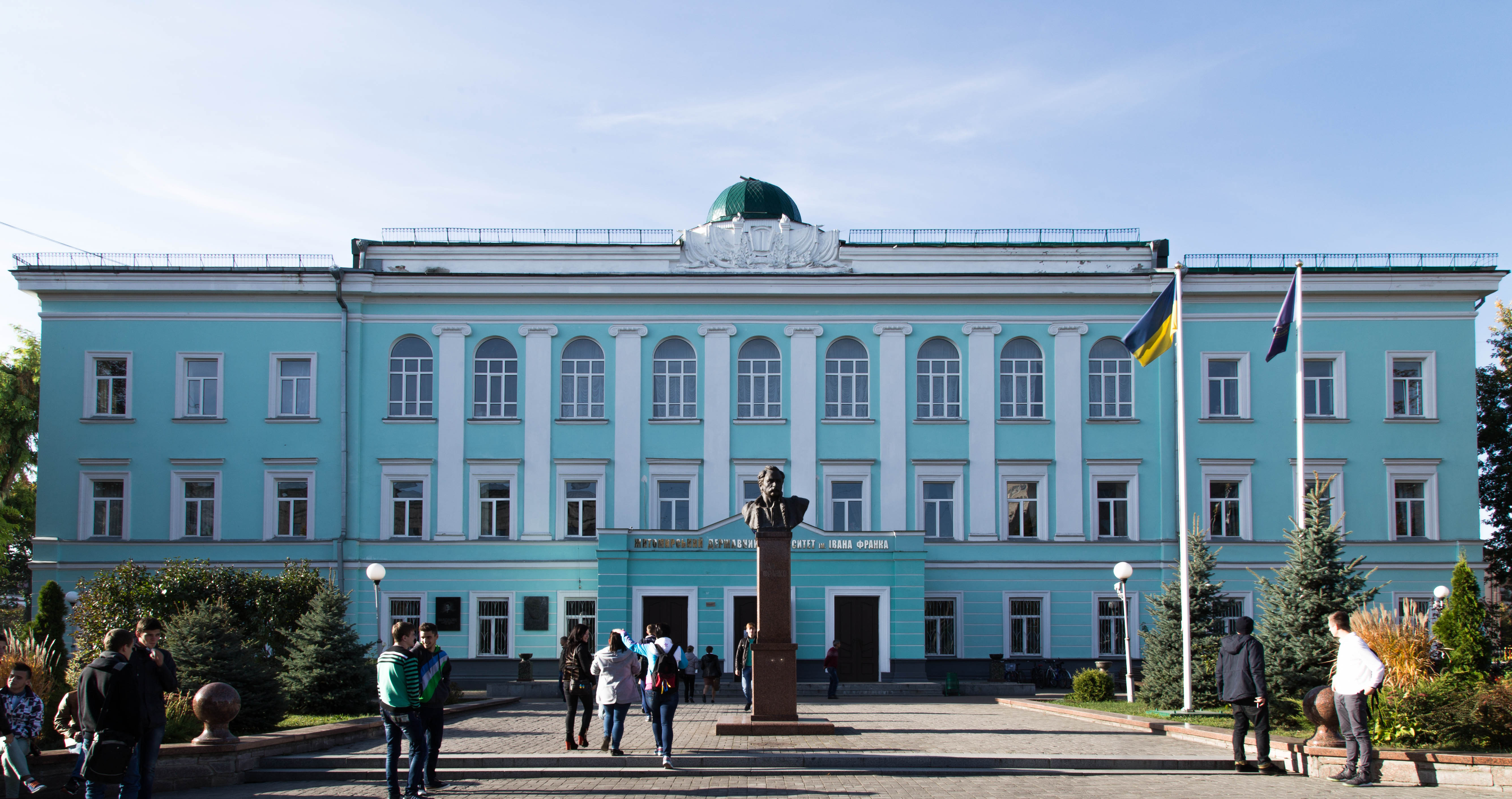
Житомирский государственный университет имени Ивана Франко

Государственные по форме собственности:
- Государственный университет «Житомирская Политехника» ЖДТУ
- Житомирский государственный университет имени Ивана Франко ЖДУ
- Полесский национальный университет
- Житомирский государственный институт культуры и искусств ЖИКИМ
- Житомирский институт медсестринства ЖИМ
- Житомирский военный институт имени С. П. Королёва ЖВИ
- Житомирский филиал Национального университета государственной налоговой службы Украины

 Частные
- Европейский университет. Житомирский филиал ЕУЖФ
- Университет современных знаний. житомирский филиал
- Житомирский экономико-гуманитарный институт Открытого международного университета развития человека «Украина» ЖЕГИ «Университет Украина»
- Международный научно-технический университет. Житомирский учебно-консультационный центр
- Киевский институт бизнеса и технологий. Житомирский филиал КИБИТ

## Спорт

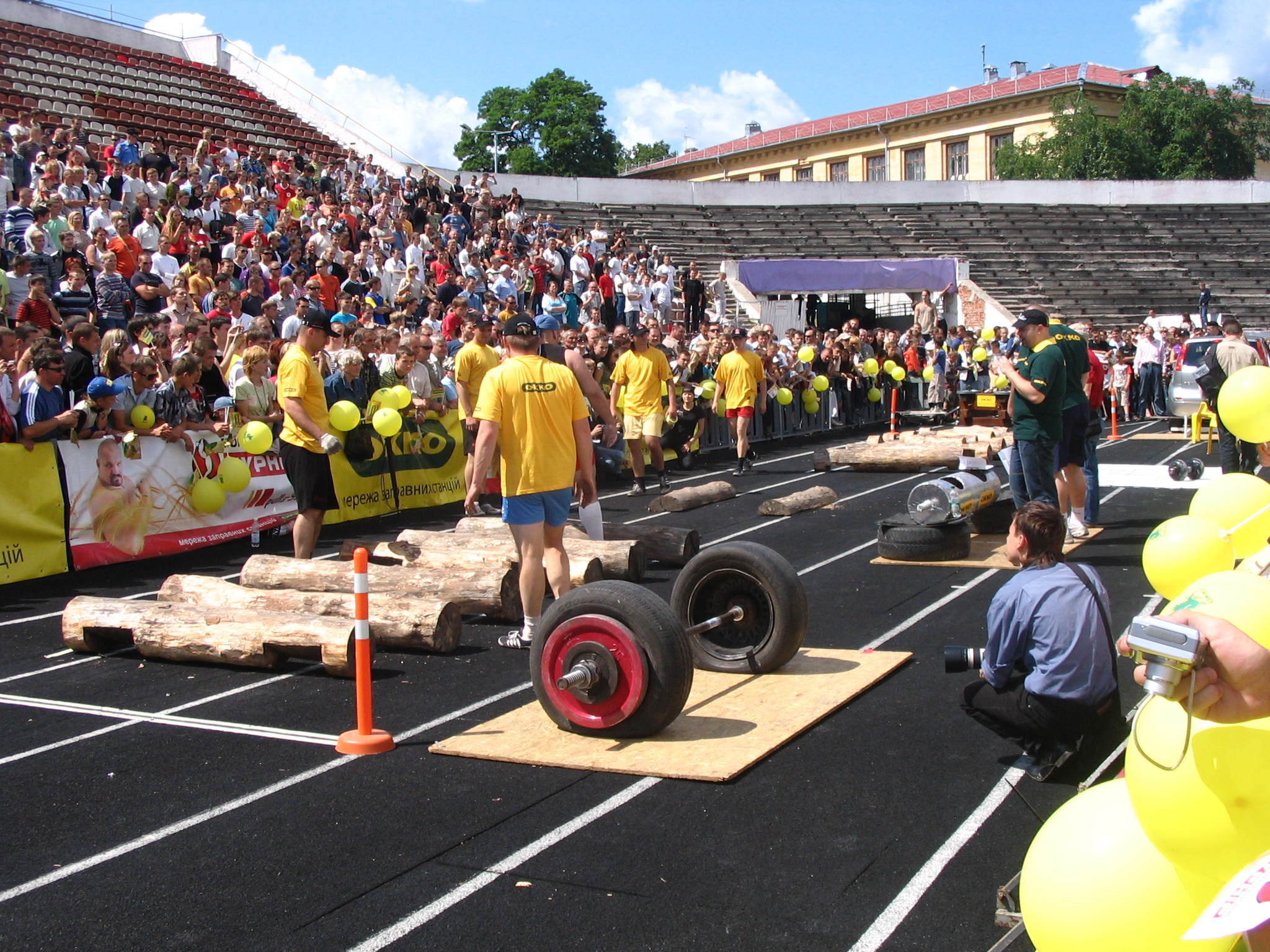
Богатырский турнир

В Житомире имеется несколько больших стадионов: Центральный стадион «Полесье», «Спартак», «Колос» (Житомирский Агротехнический колледж). Также много футбольных полей и спортивных площадок.
Местный футбольный клуб «Полесье», основан в 1959 году. С сезона 2023/24 выступает в Премьер-лиге Украины. С весны 2021 года проводит домашние матчи на реконструированном стадионе «Полесье».
- Чемпионат Житомирской области по футболу

## Культура
С городом связаны жизнь и деятельность многих известных деятелей науки и культуры. В Житомире родились писатели Хаим-Нахман Бялик и Владимир Короленко, академик С. П. Королёв, ботаник В. М. Арциховский, военачальники Я. Б. Гамарник и Ю. И. Коляда, историки Б. А. Кругляк и А. А. Скальковский, востоковед Т. А. Шумовский, художники Эразм Фабиянский и Д. П. Штеренберг, математик Игорь Шафаревич, композитор и пианист И. Я. Падеревский, Борис Лятошинский, пианист Святослав Рихтер и др. Саша Чёрный напечатал свой первый фельетон в житомирской газете.
В Житомире находятся историко-краеведческий музей, картинная галерея, музей природы, литературно-мемориальный музей В. Г. Короленко, Музей космонавтики имени Сергея Павловича Королева и мемориальный дом-музей С. П. Королёва, литературный музей Житомирщины и музей истории пожарной охраны.

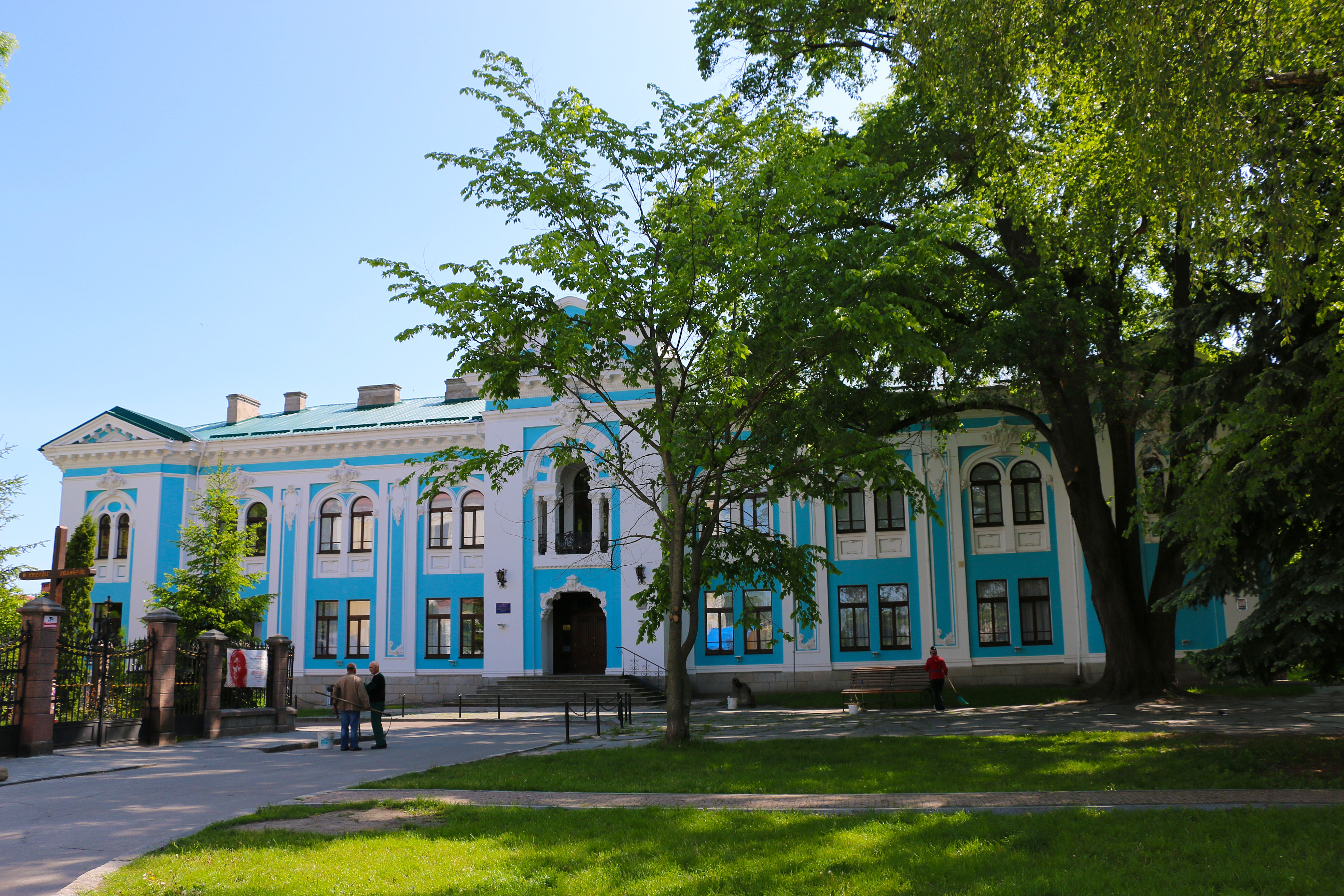
Краеведческий музей
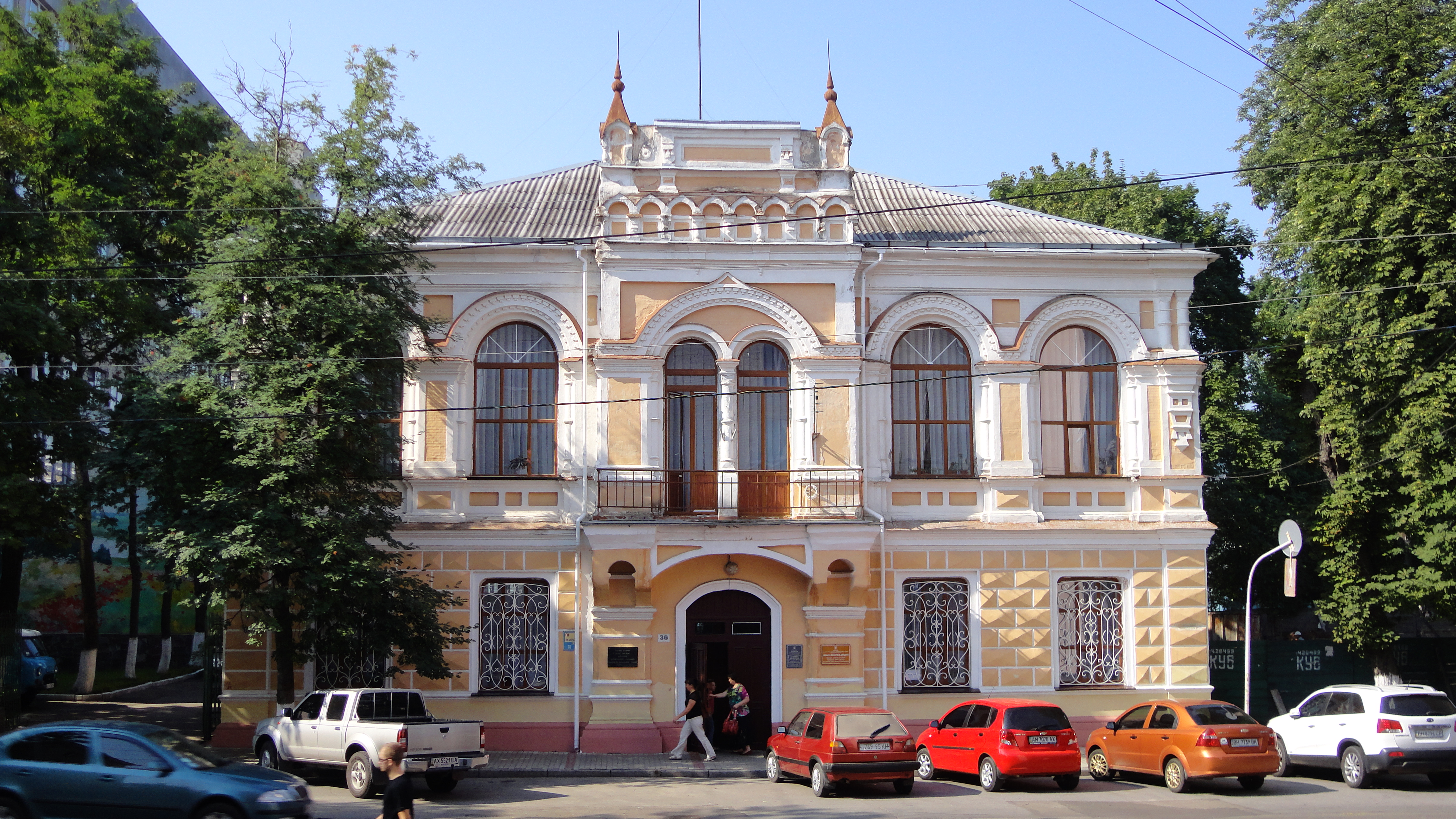
Областная детская библиотека
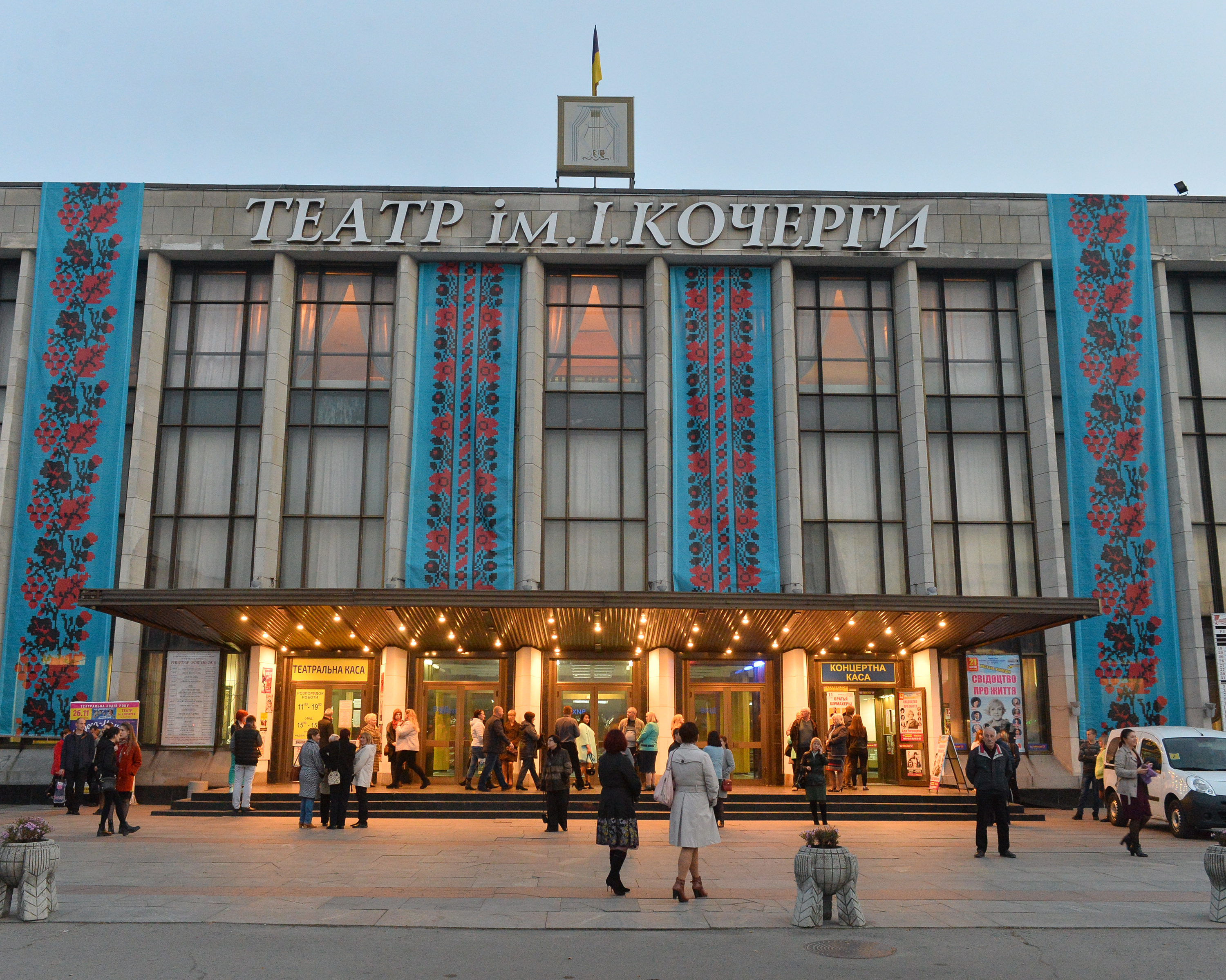
Житомирский театр имени Ивана Кочерги
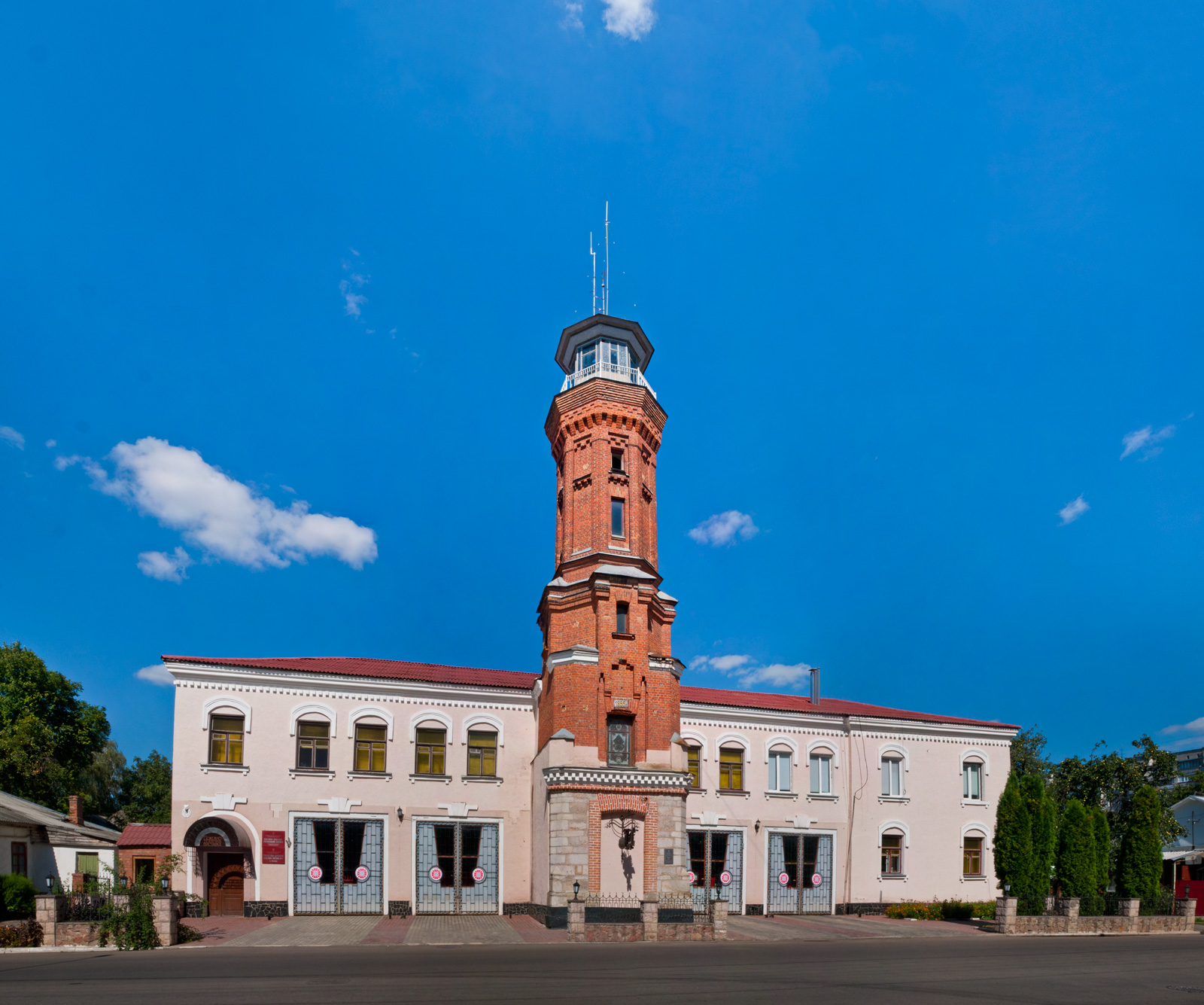
Музей истории пожарной охраны
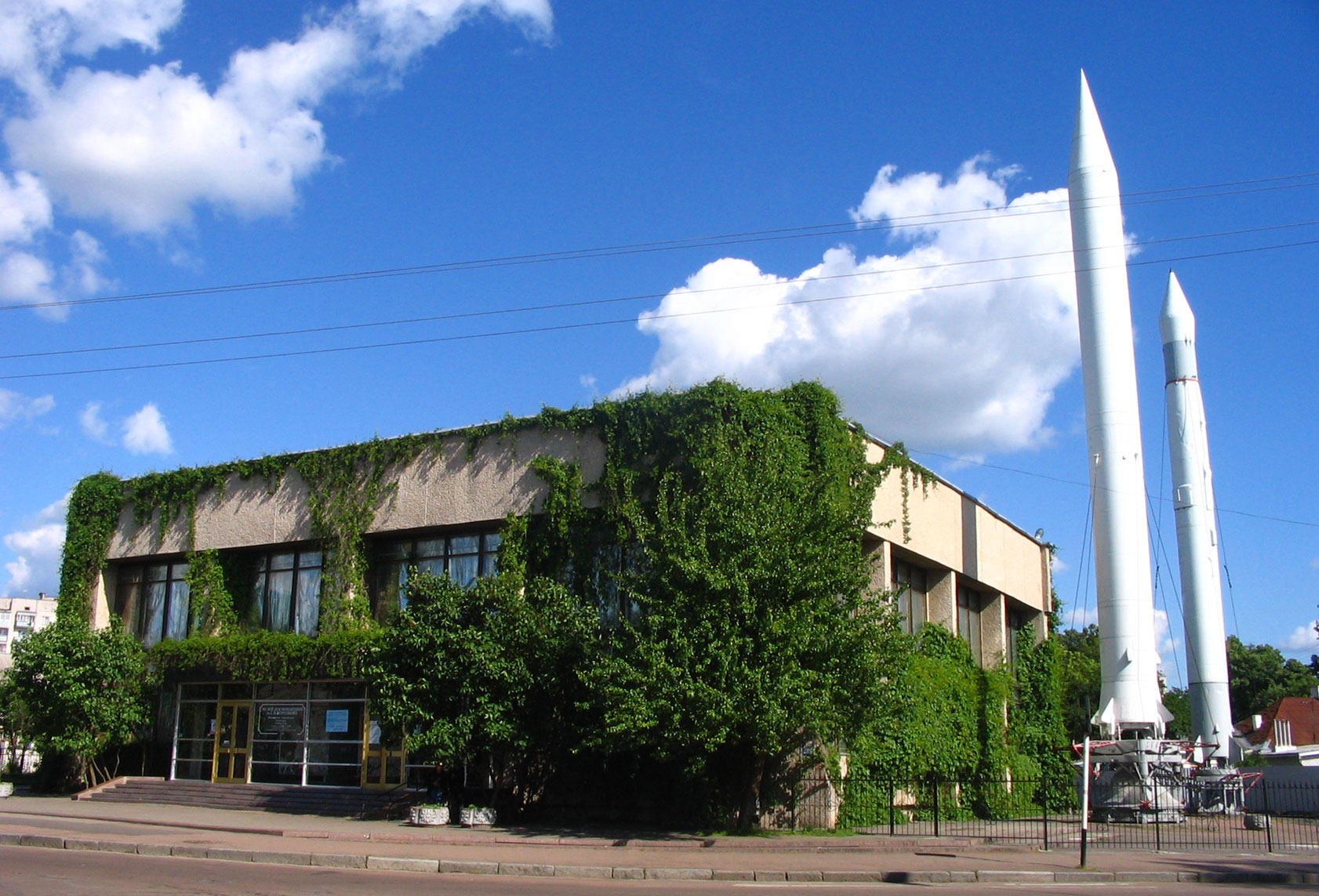
Музей космонавтики имени С. П. Королёва

## Достопримечательности

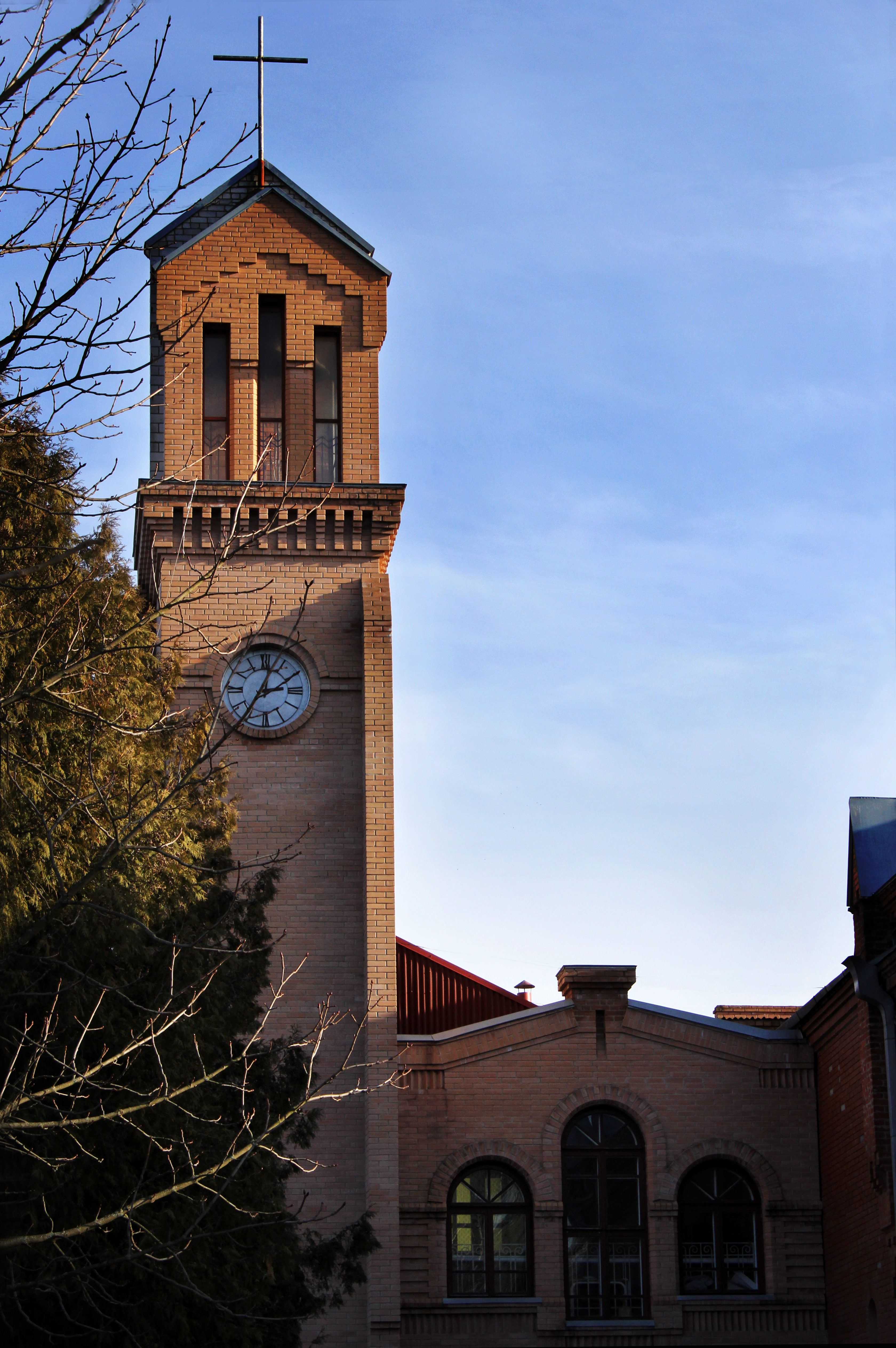
Часовня Лютеранской кирхи

- Кафедральный собор Святой Софии (1737 г.)
- Дворец епископов Житомирской католической епархии (XIX в.), в котором размещён Краеведческий музей города
- Синагога (XIX в.)
- Спасо-Преображенский собор (1864 г.)
- Церковь св. Михаила (1856 г.)
- Храм св. Иоанна из Дукли (1828—1841)
- Храм успения Богородицы (XIX в.)
- Польское кладбище (XVIII в.)
- Старое православное кладбище (XIX в.)
- Старое еврейское кладбище (XIX в.)
- Старый театр (польский)
- Храм евангелийский (1896)
- Подвесной мост
- Голова Чацкого (панорама с плотины) — расположена на левом берегу реки Тетерев
- Панорама с Замковой Горы
- Улица Михайловская (при Свято-Михайловском кафедральном соборе)

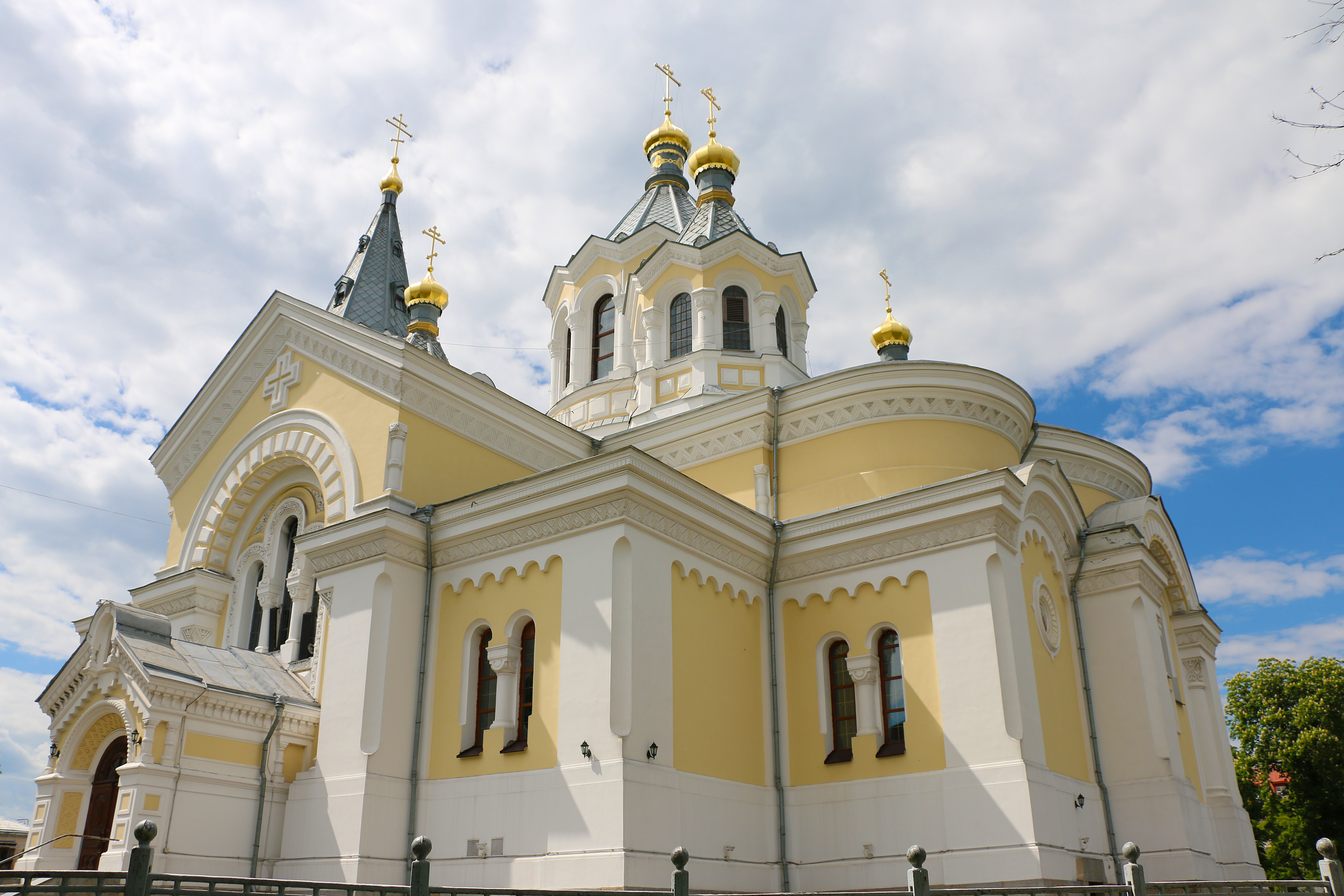
Спасо-Преображенский собор
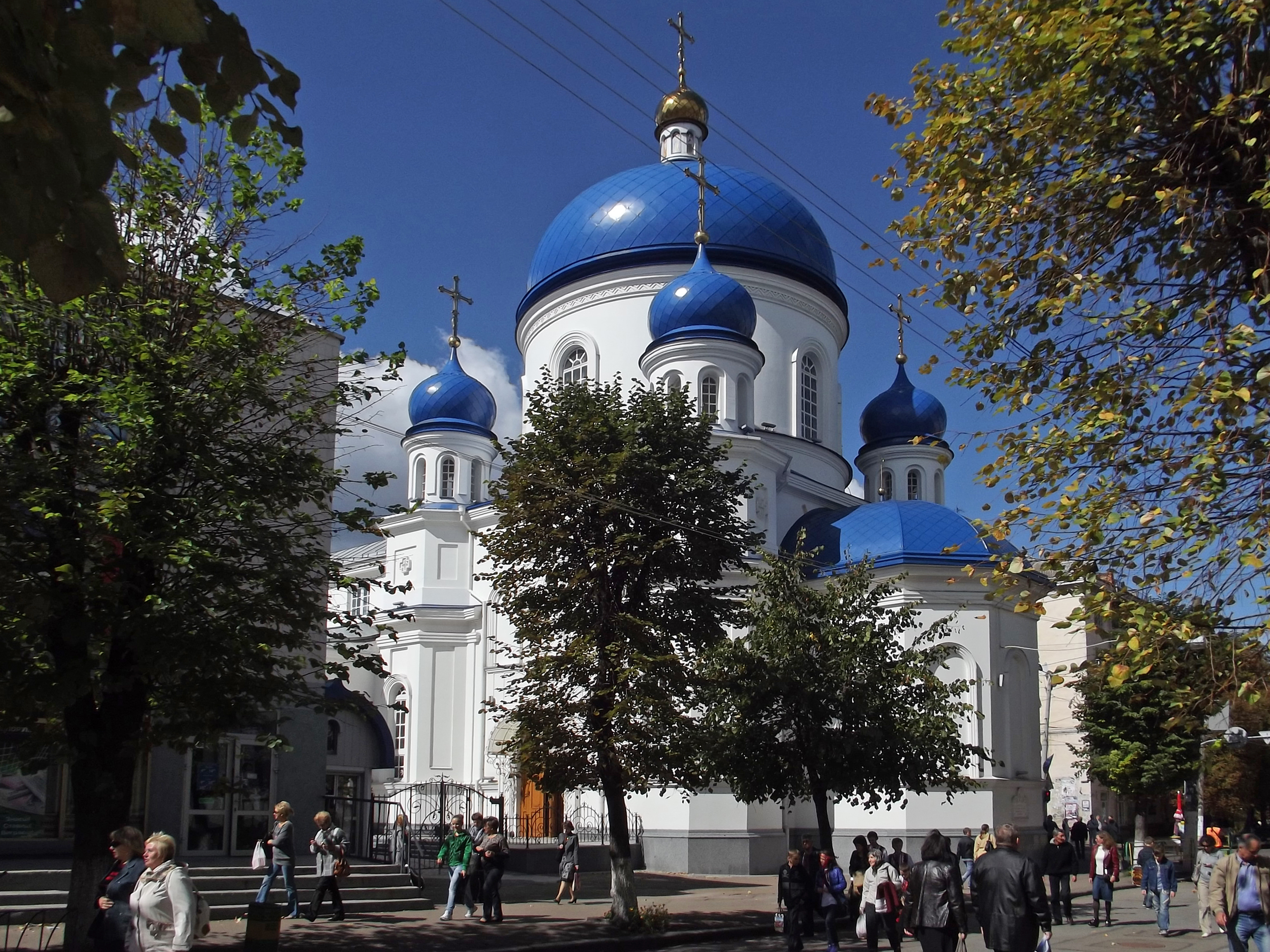
Свято-Михайловский собор
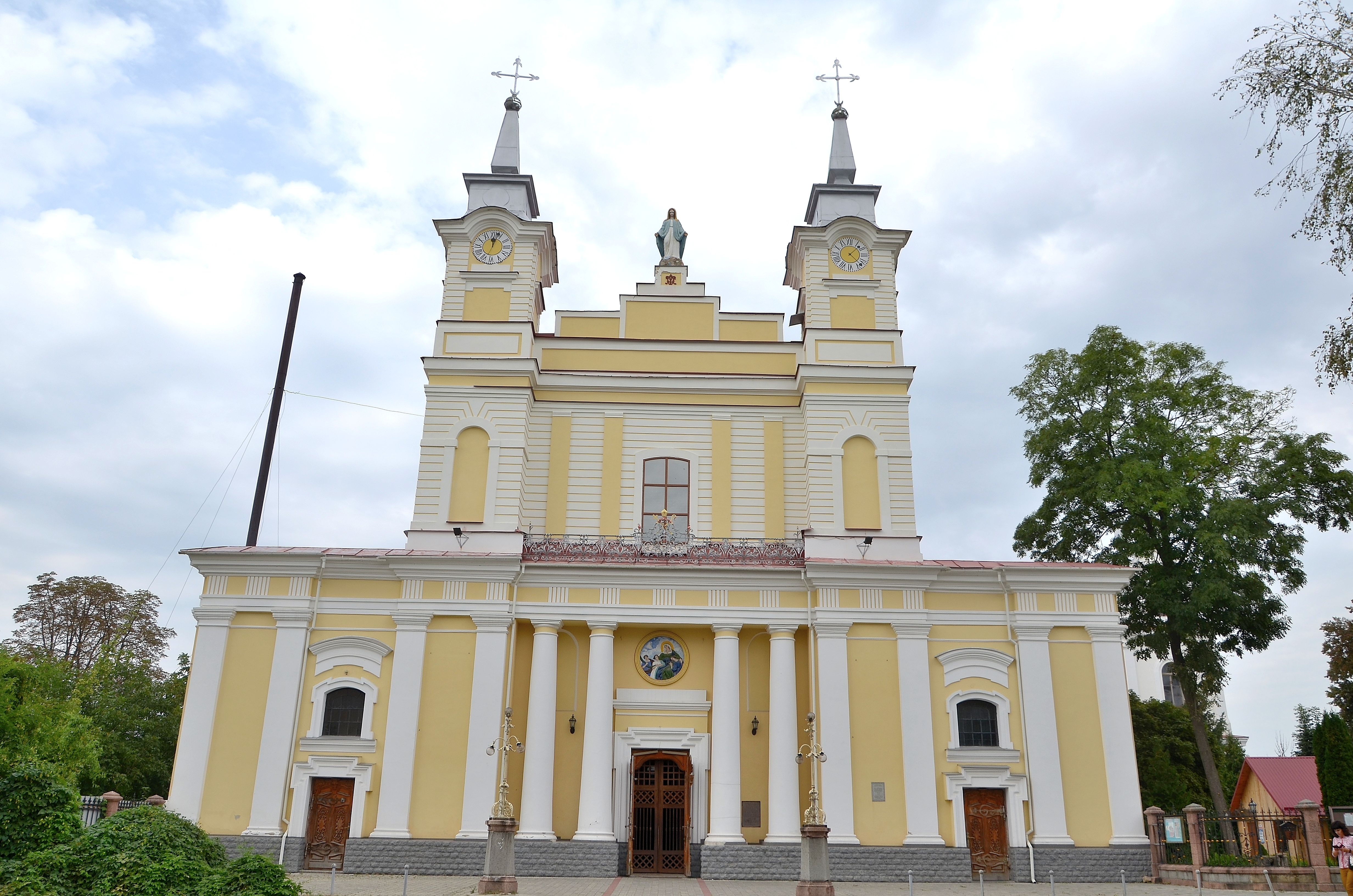
Кафедральный собор святой Софии
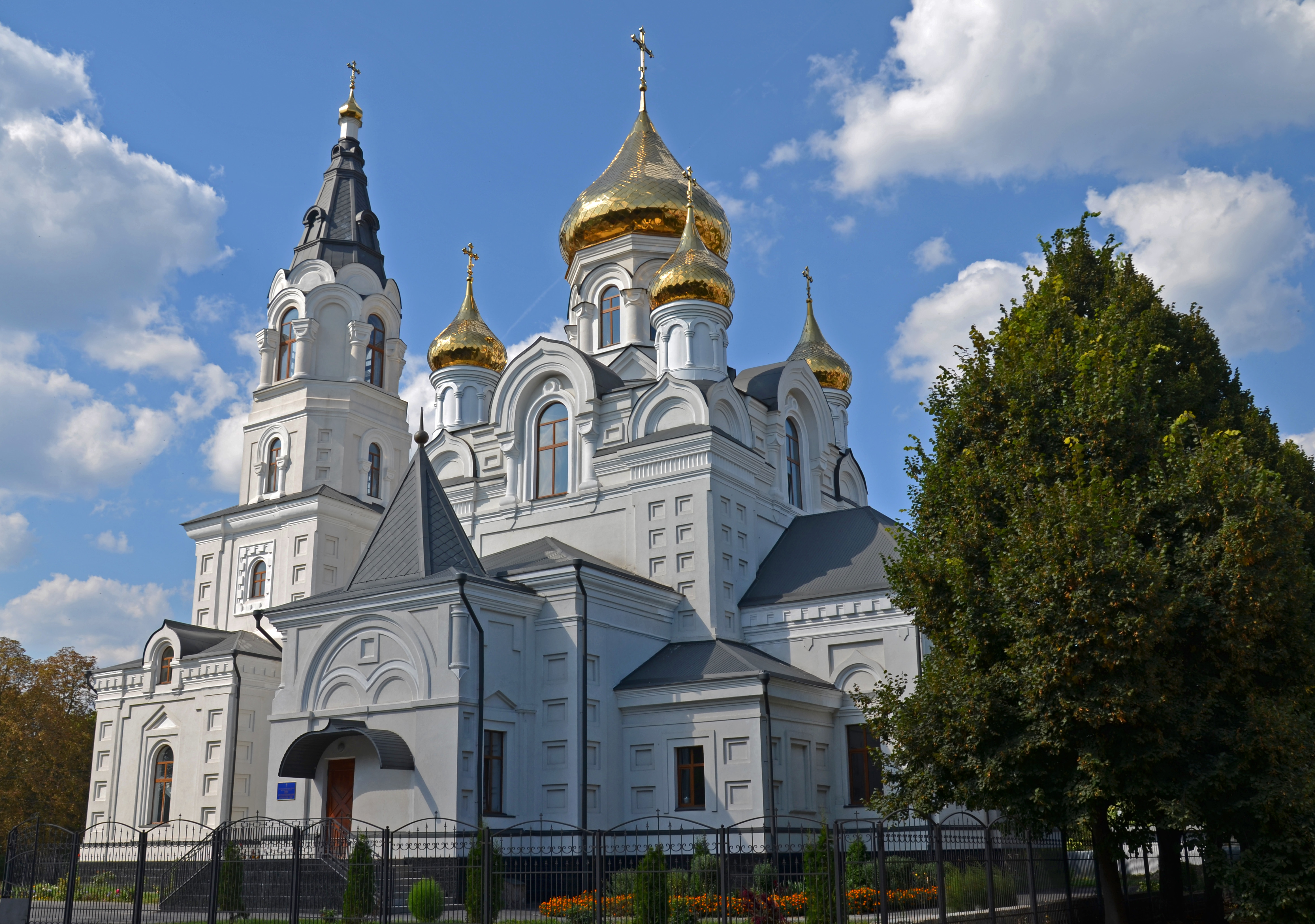
Свято-Крестовоздвиженский кафедральный собор
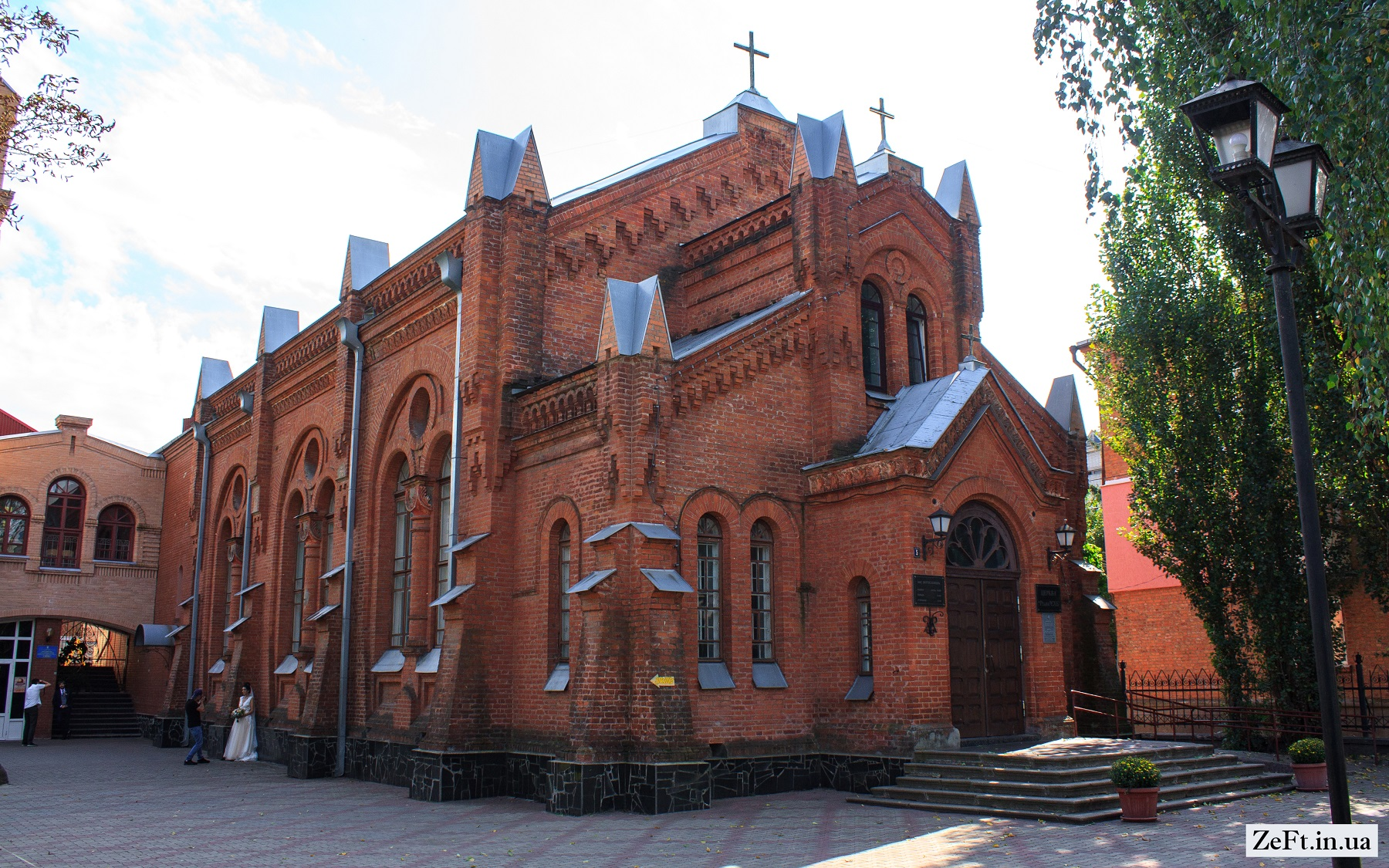
Лютеранская церковь

## Исторические районы
- Врангелевка (10 ноября 1922 года президиум губернского исполкома удовлетворил просьбу красноармейских частей и в честь Богунского полка, переименовал в Богунию)
- Крошня
- Малёванка
- Полевая
- Корбутовка
- Смолянка
- Марьяновка

## СМИ, газеты, интернет-издания Житомира
К печатным изданиям и газетам Житомира относятся:
- «Житомирщина»
- «Ваші Інтереси»
- «Місто»
- «Эхо»
- «Субота»
- «20 Хвилин»

## Памятники

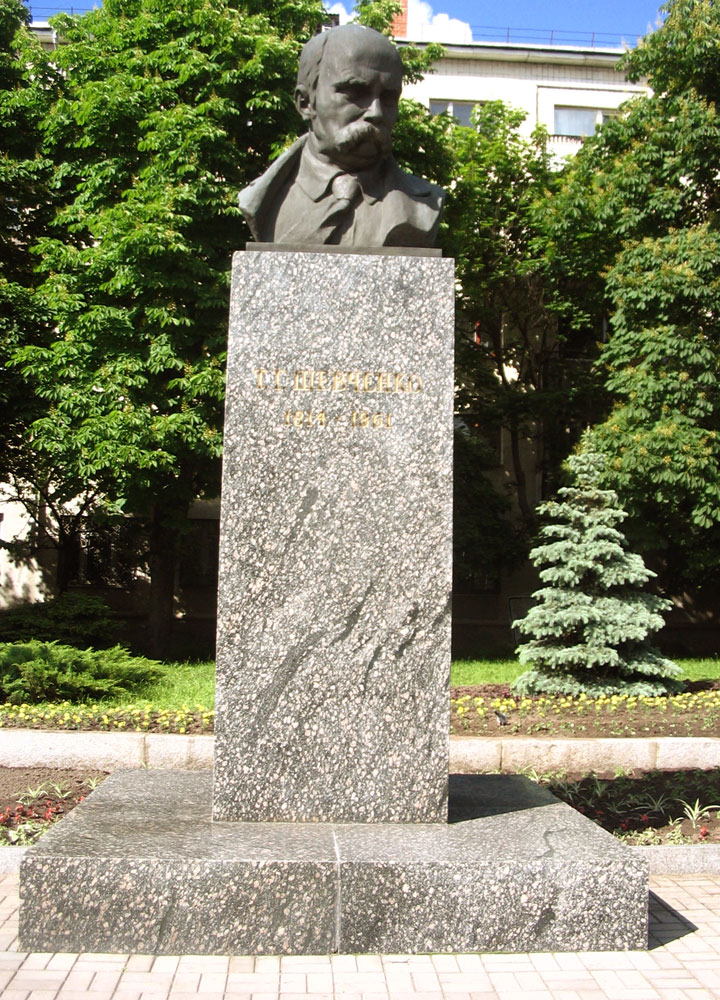
Памятник Тарасу Шевченко

В городе установлены памятники и мемориальные доски Тарасу Шевченко, блаженному Иоанну Павлу ІІ, Александру Довженко, Борису Тену, Владимиру Короленко, Сергею Королёву, Виктору Косенко, Олегу Ольжичу, Михаилу Коцюбинскому, А. И. Куприну, Ярославу Домбровскому и многим другим известным писателям и общественным деятелям.
В 1996 году на месте бывшего гитлеровского лагеря Богуния был открыт Мемориал «Жертвам фашизма».
Памятники военной техники включают:
1. Автомобиль ГАЗ-АА (установлен возле АТП-11855, проспект Независимости)
2. Танк Т-34-85 (был установлен на площади Победы, в 2022 году перенесён к Монументу Славы по ул. Чудновская)
3. Самолёт МиГ-15УТИ (установлен в парке им. 30-летия Победы, недалеко от Чудновского моста)
4. Пушки (возле Монумента Славы, см. фото ниже)
5. Пушка (въезд в город со стороны Бердичева)
6. УПГ-250 (изготовлена на Куйбышевском заводе аэродромного оборудования, установлена на территории воинской части на Смоковке)
7. Танк Т-34-85 (установлен на территории воинской части в районе площади Королева)

## Галерея

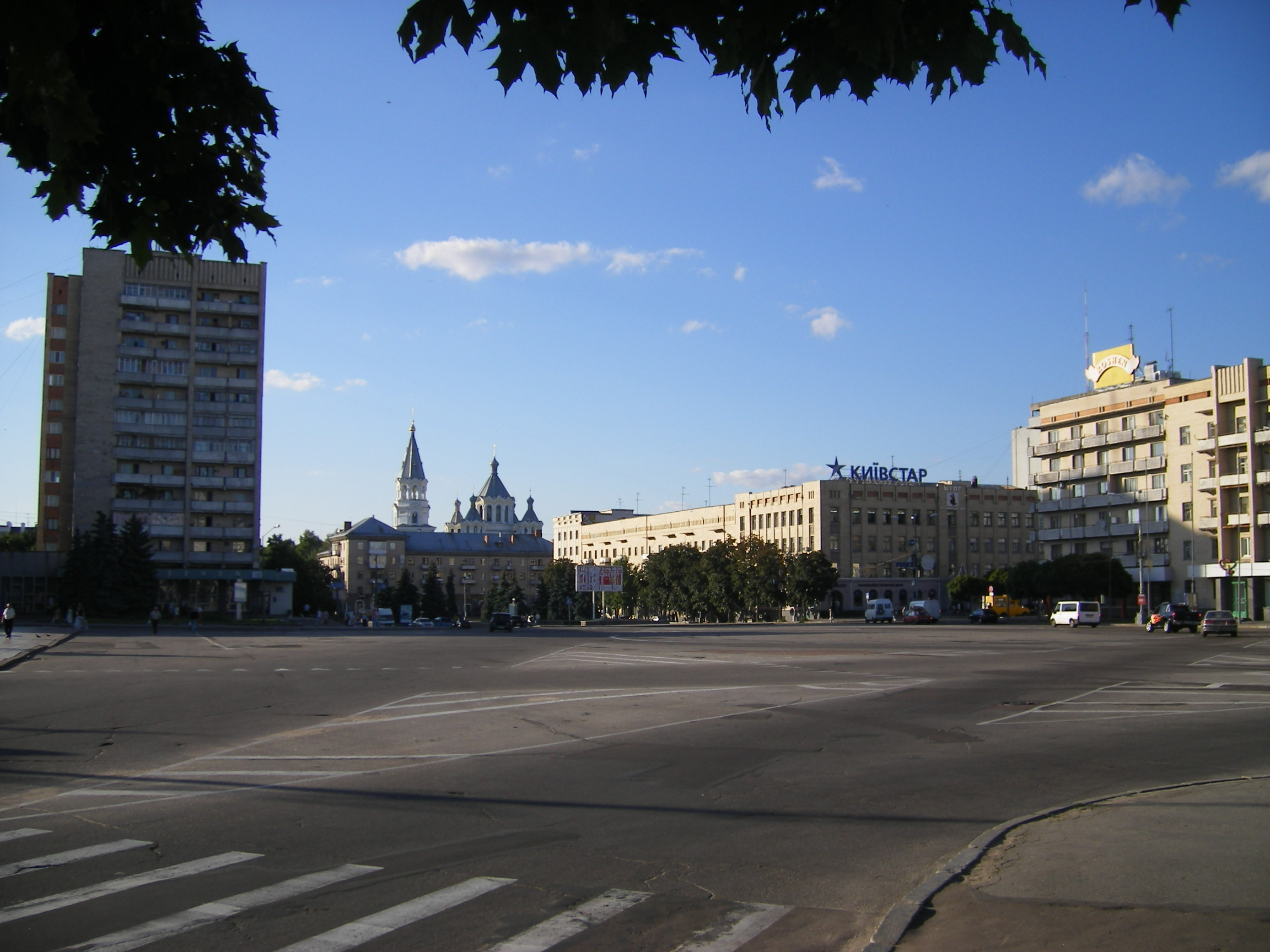
Соборная площадь
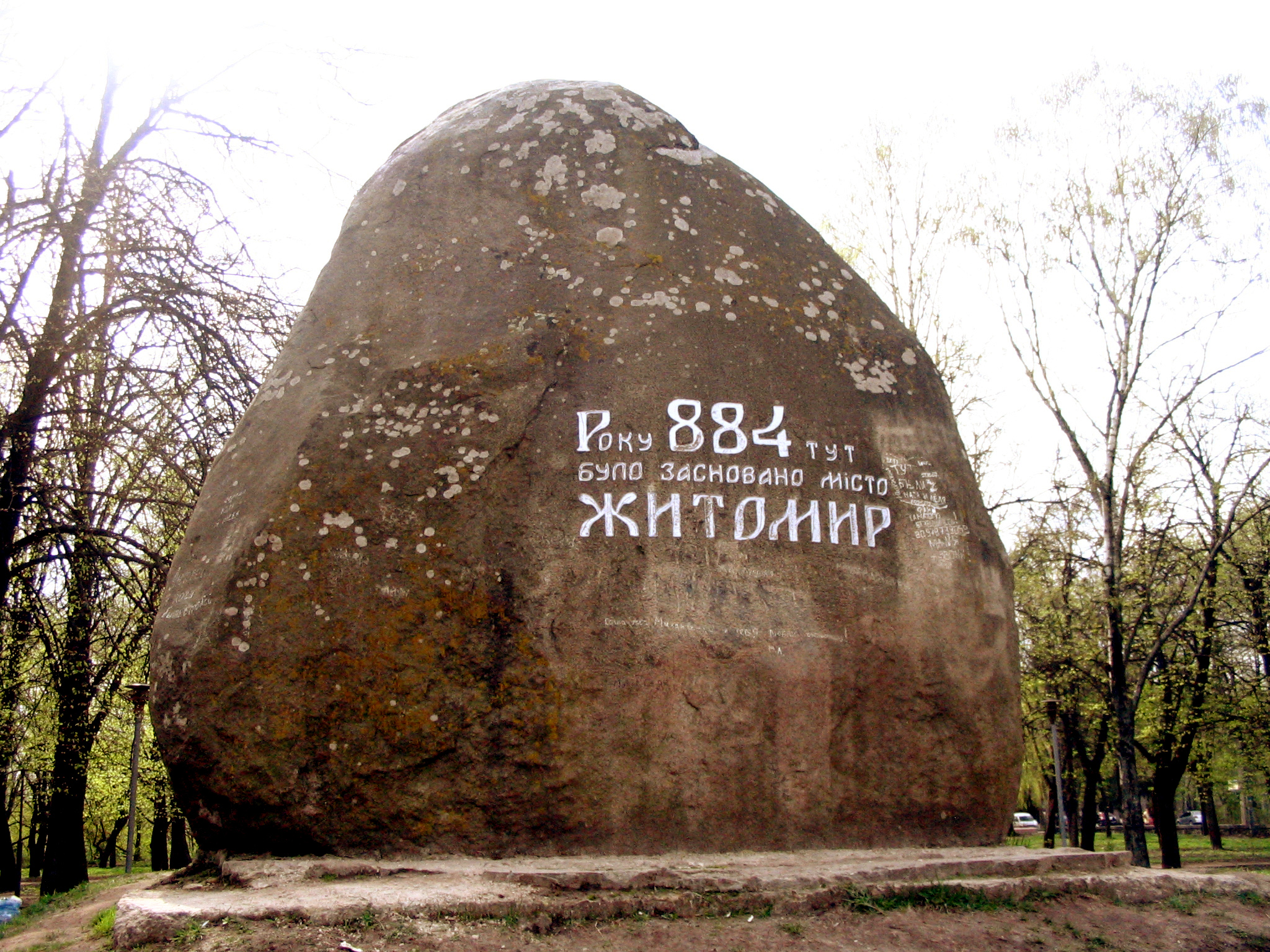
Памятный камень в честь 1100-летия Житомира
Мемориал Славы и вечный огонь
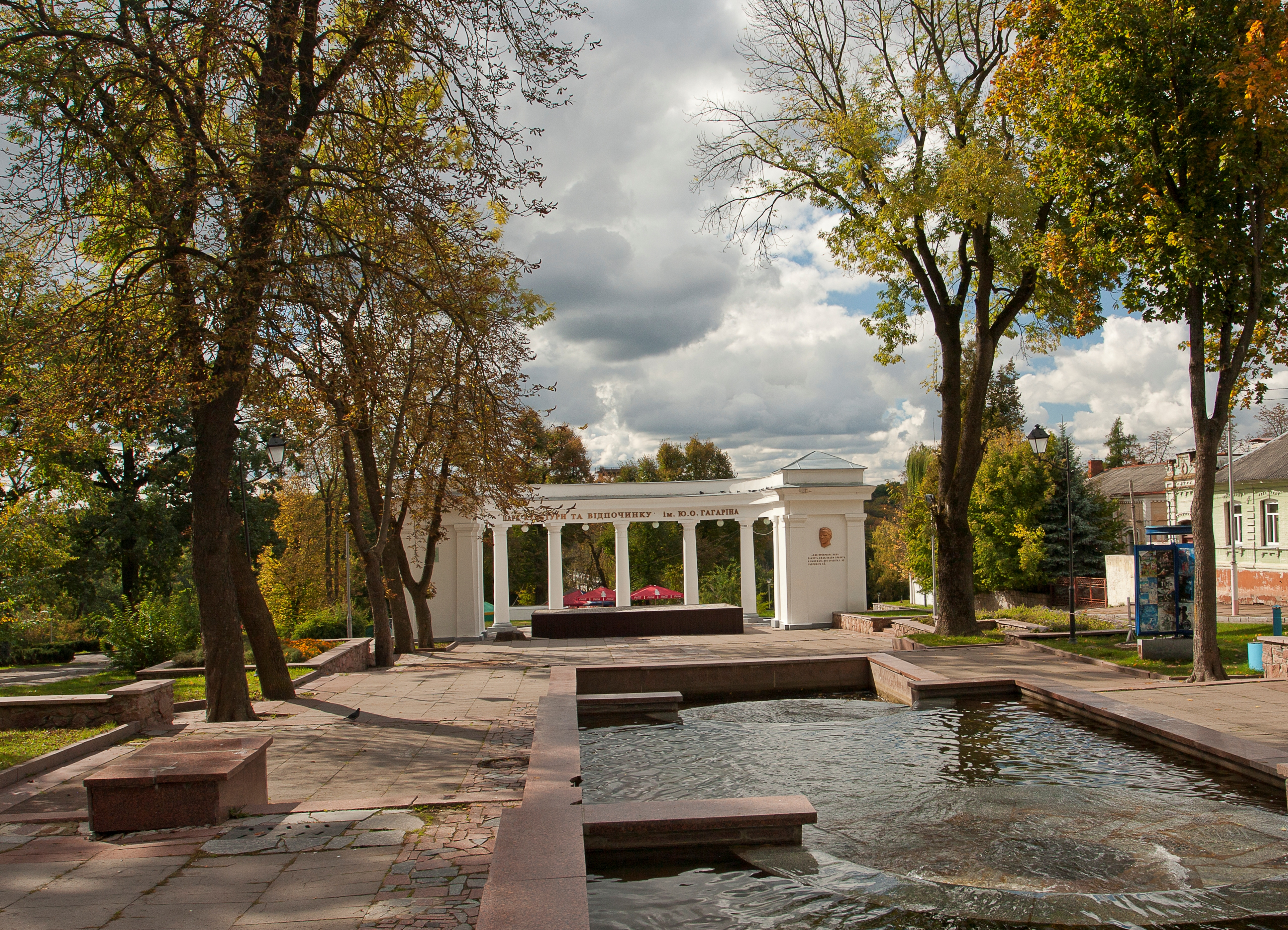
Парк им. Ю.О.Гагарина
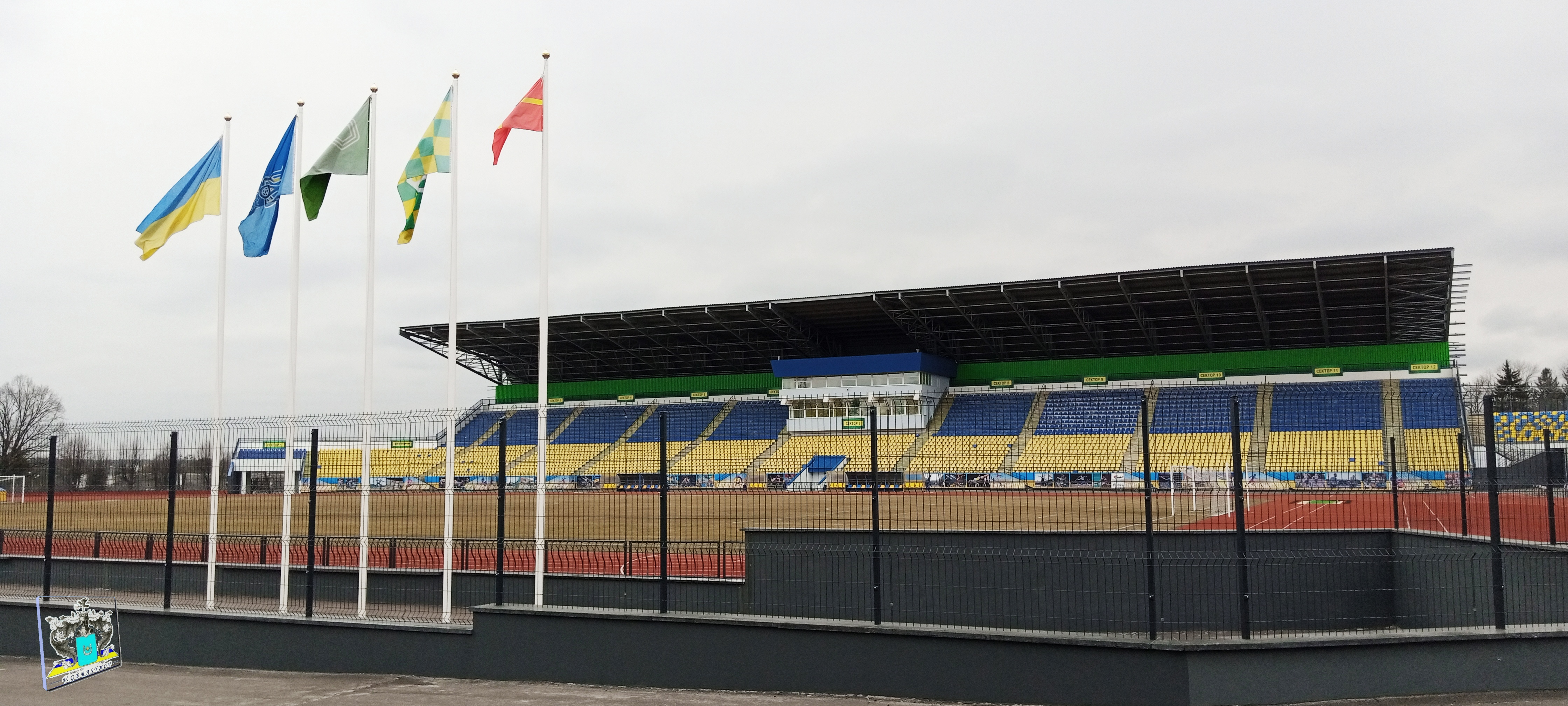
Центральный стадион «Полесье»
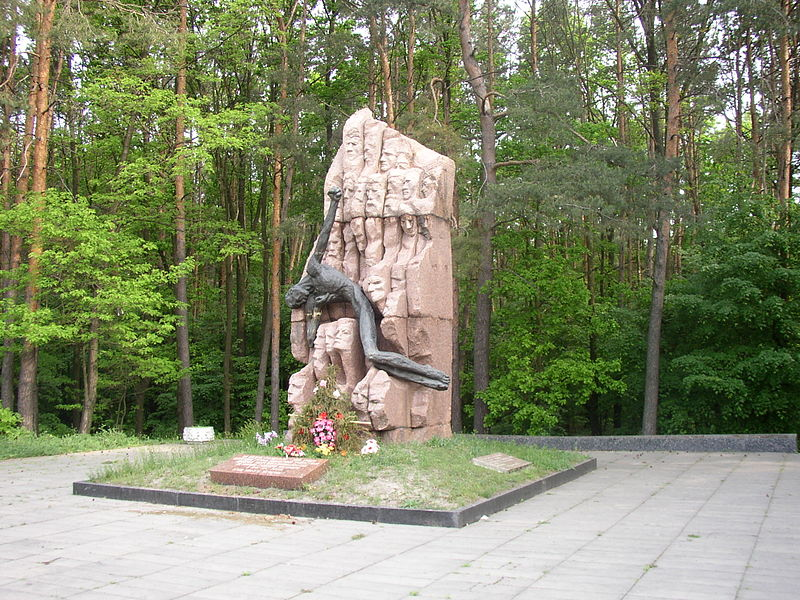
Мемориал жертвам фашизма
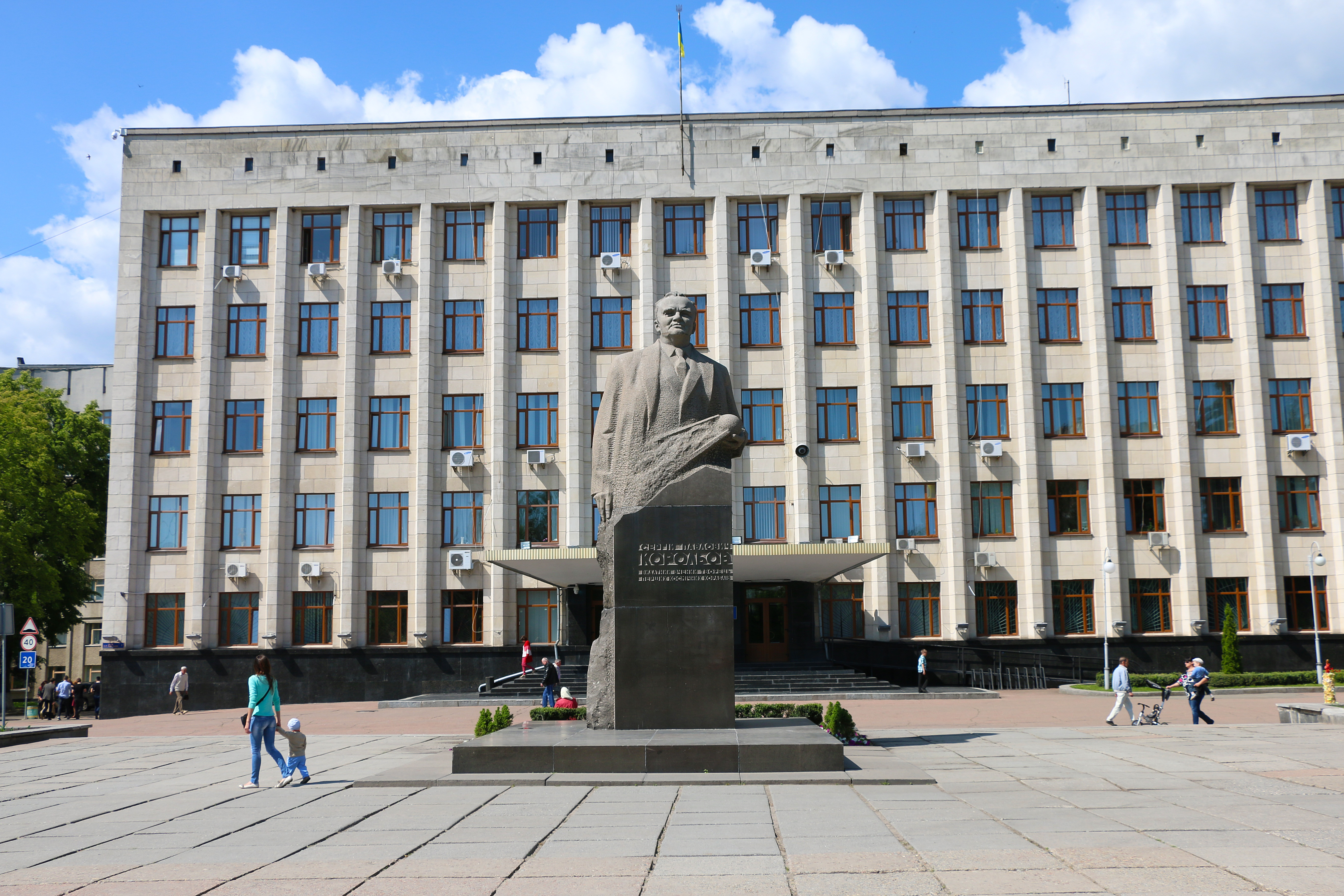
Памятник академику Сергею Королёву

## Города-побратимы
- Кутаиси, Грузия
- Монтана, Болгария
- Плоцк, Польша[60]
- Бытом, Польша[61]
- Гдыня, Польша[62]
- Дачжоу, Китай
- Хулун-Буир, Китай
- Пардубице, Чехия[62]